# ولاية بجاية
ولاية بجاية (بالتيفيناغ: ⵜⴰⵎⵏⴰⴹⵜ ⵏ ⴱⵊⴰⵢⵜ)، إحدى ولايات الجزائر وعاصمتها مدينة بجاية (سميت أيضا: صالدى، الناصرية، بوجي وڤݘايث) تسمى بـ لؤلؤة الجزائر مجازاً، وهي من مدن الجزائر الكبرى والتي تحمل إرثا حضاريا وكانت عاصمة للحماديين وأسهمت في دفع المعرفة بالجزائر.

## الجغرافيا

### الموقع
تتمتع ولاية بجاية بحدود جد استراتجية حيث يحدها من الشمال البحر الأبيض المتوسط، من الشرق ولاية جيجل ومن الجنوب الشرقي، ولاية سطيف، ومن الغرب ولاية البويرة، ومن الجنوب الغربي ولاية برج بوعريرج، ومن الشمال الغربي، ولاية تيزي وزو، وتكون هده المنطقة شديدة البرودة شتاء.

### التضاريس
وتتمتع الولاية بغطاء نباتي جد عديد من غابات الصنوبر وأشجار الزيتون وتتوفر الولاية على حظيرة وطنية مصنفة عالميا هي الحظيرة الوطنية لغورايا إضافة إلى شريط ساحلي خلاب وميناء صيد وآخر تجاري وتصنف الولاية ضمن الولايات السياحية الأكثر زيارة لثرائها الحضاري والمناطق الأثرية.
وتعتبر هذه الولاية من أجمل ولايات الوطن واكثرها جذبا للسواح.
الاكلة الأكثر شعبية هناك هي الكسكس.

### الجبال

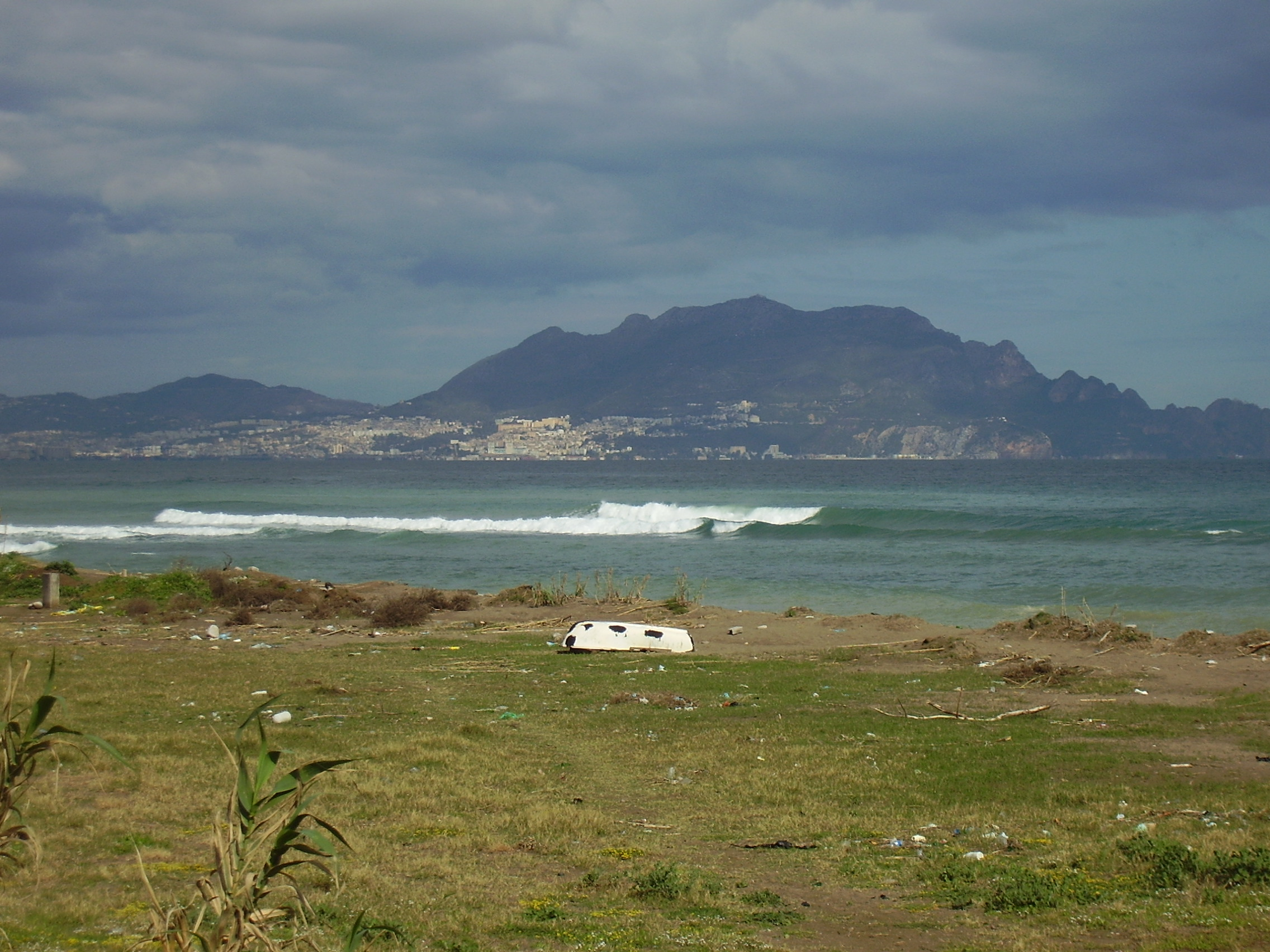
جبل يما قورايا

- جبال جرجرة
- جبال البابور
- جبال الصومام
- جبل بابور (2 004 مترا)
- جبل تابابورت (1 969 مترا)
- تاكينتوشت (1 874 مترا)
- جبل أذرار أوملال (1 773 مترا)
- جبل إيساك (1 742 مترا)
- جبل تاليوين (1 698 مترا)
- جبل إيغيل وادك (1 640 مترا)
- جبل حنيني (1 554 مترا)
- جبل أذرار جامع نسياح (1 364 مترا)
- جبل أذرار أفلاظ أملاح (1 364 مترا)
- جبل أذرار تاندات (1 300 مترا)
- جبل سيدي جابر (1 252 مترا)
- جبل أكفادو (1 035 مترا)
- جبل أذرار قلدامان (898 مترا)
- جبل يما قورايا (660 مترا)
- جبل أذرار البلاد (572 مترا)
- جبل أقبو (431 مترا)
- جبل القردة (430 مترا)
- جبل كاربون[الفرنسية] (220 مترا)
- جبل يما تادرارت
- جبل خراطة
- جبل أذرار نفاض
- جبل إيقولالن
- جبل بومارو
- جبل إحركان
- جبل أمسيوان
- جبل بوعمران
- جبل إيمولا نتاور
- جبل مساعدة

### المغارات

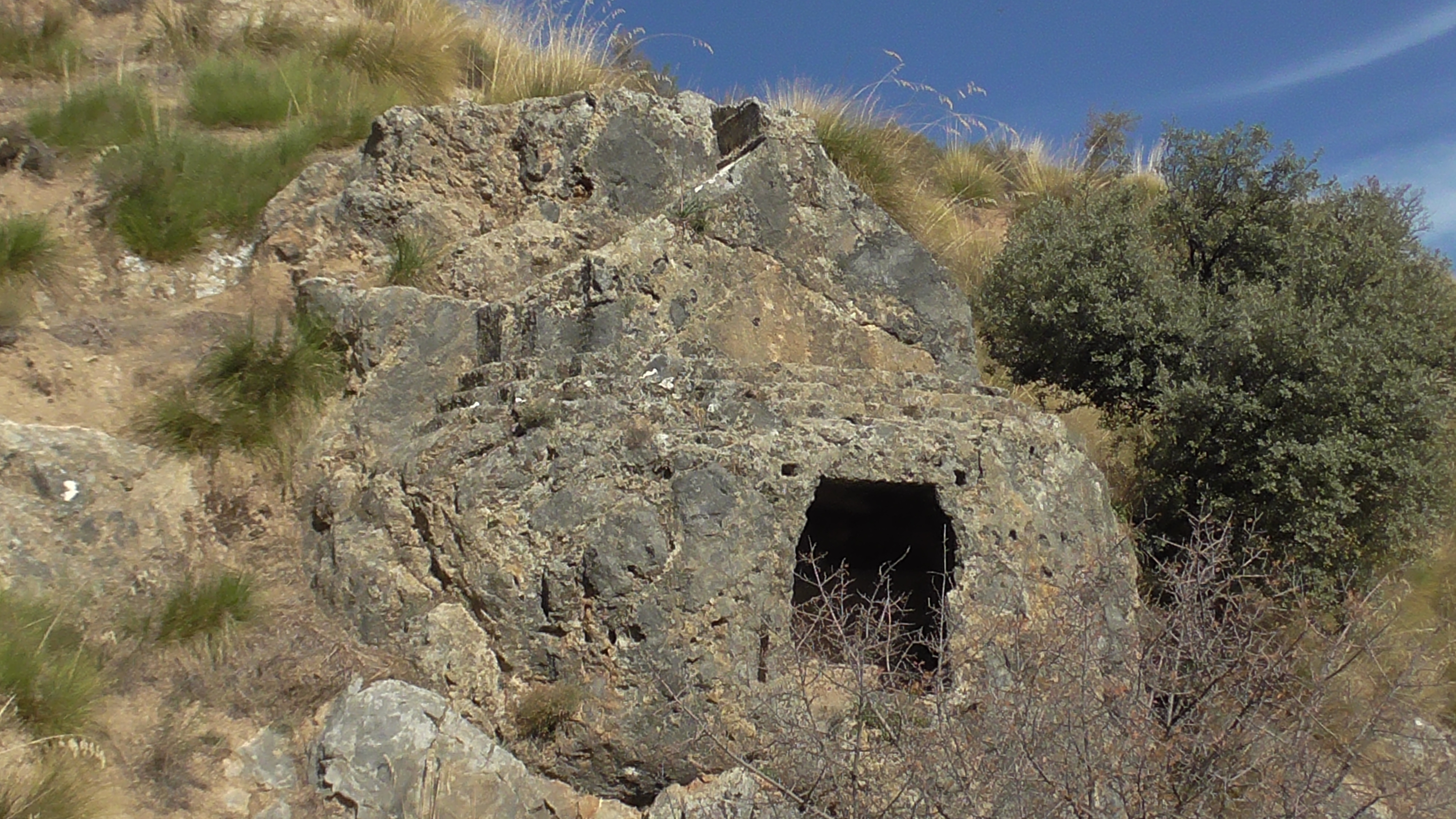
مغارة أقريون

- مغارة أفالو
- مغارة أقريون
- مغارة أوقاس
- مغارة قلدامان
- مغارة خراطة
- مغارة دار الوادي
- مغارة علي باشا
- مغارة خليج بجاية
- مغارة أزرو مرزوق
- مغارة قالاس
- مغارة تيكلات
- مغارة توبوسوبتو
- مغارة تامارهات

### المواقع

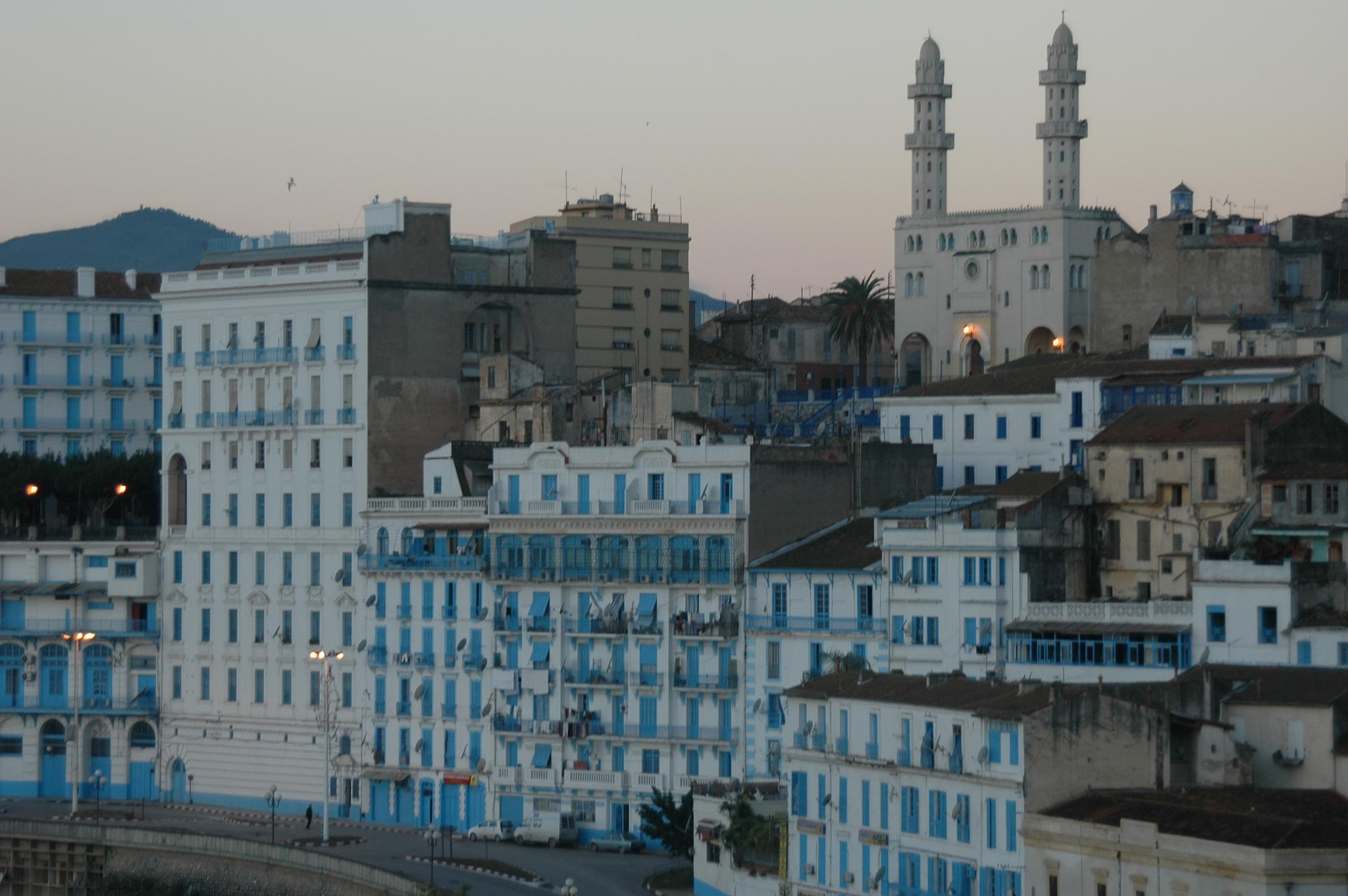
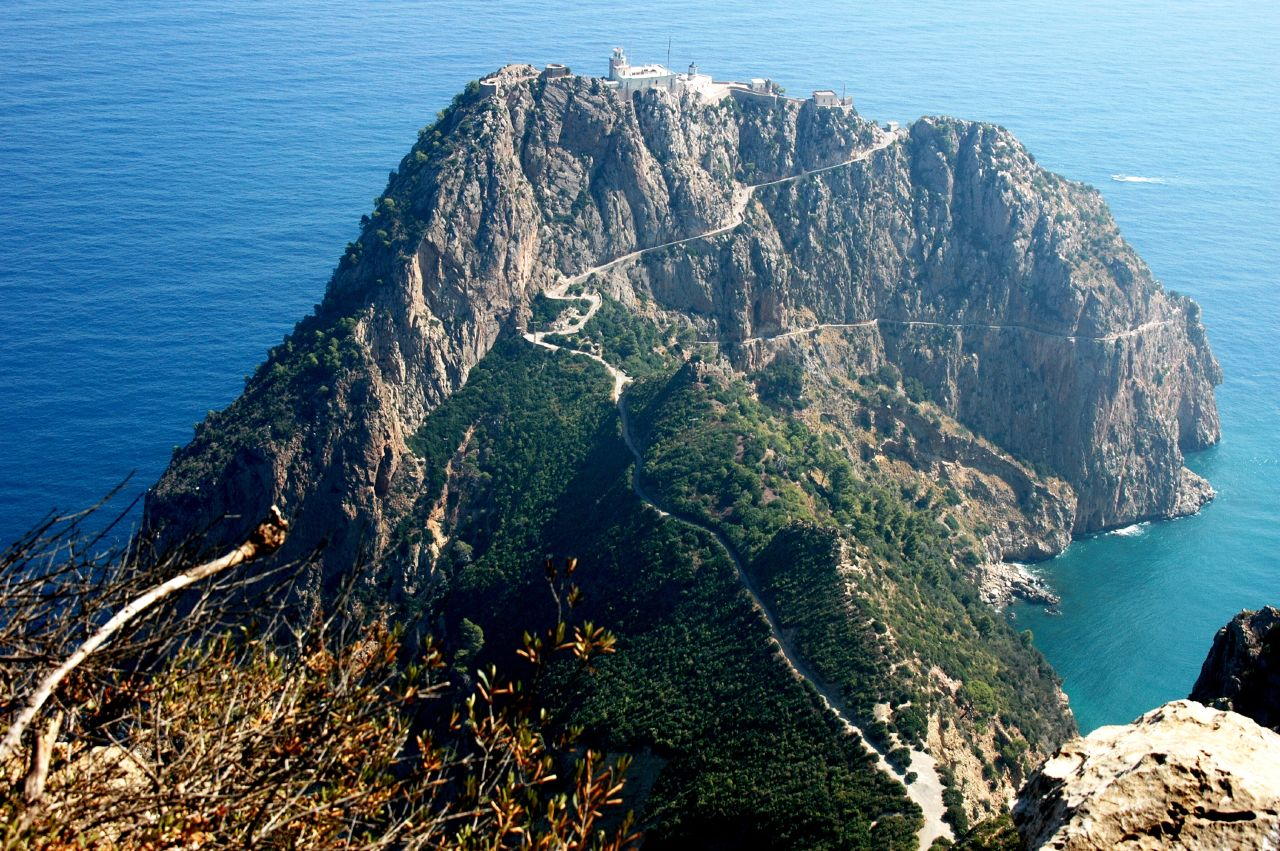
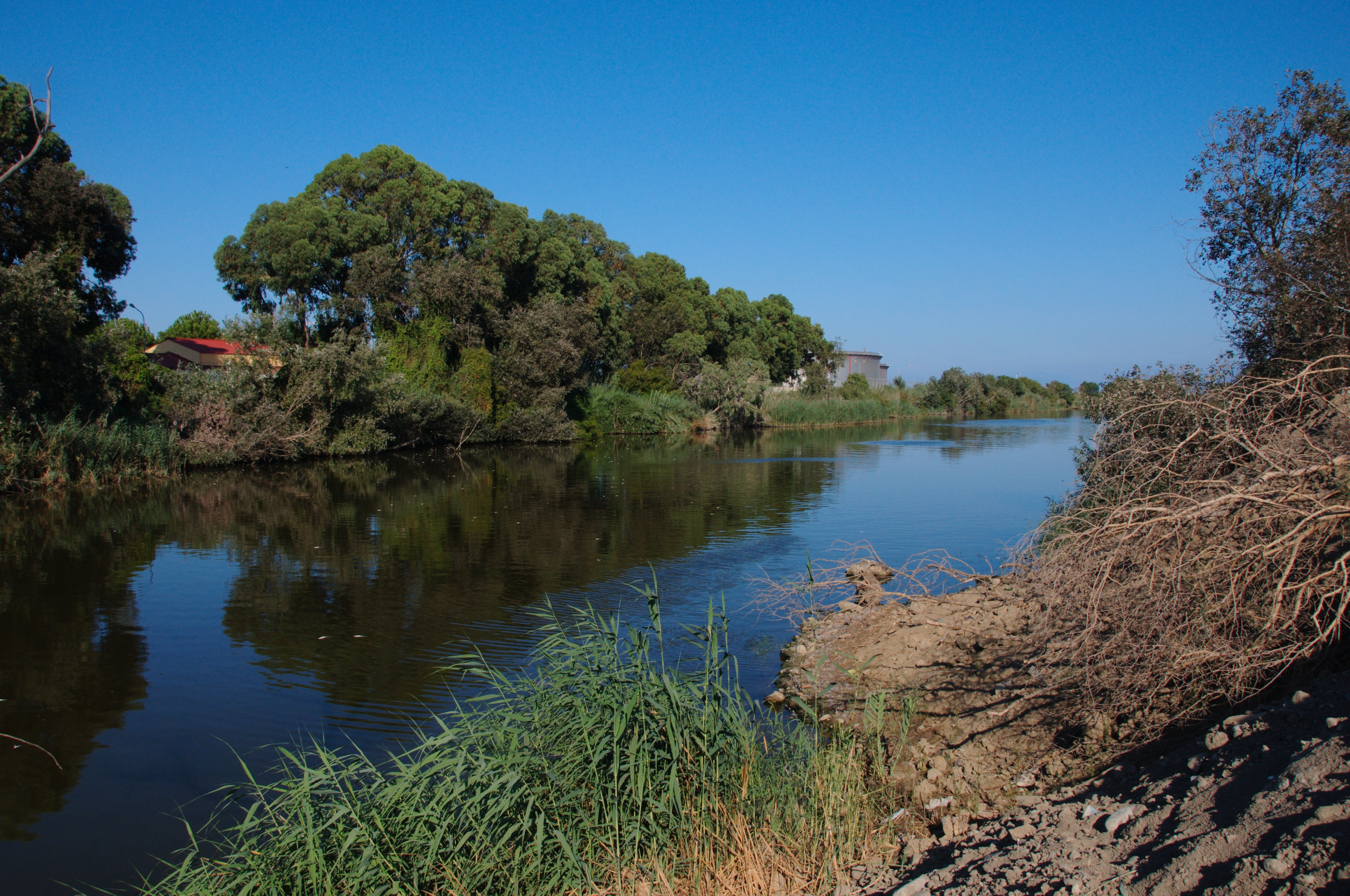
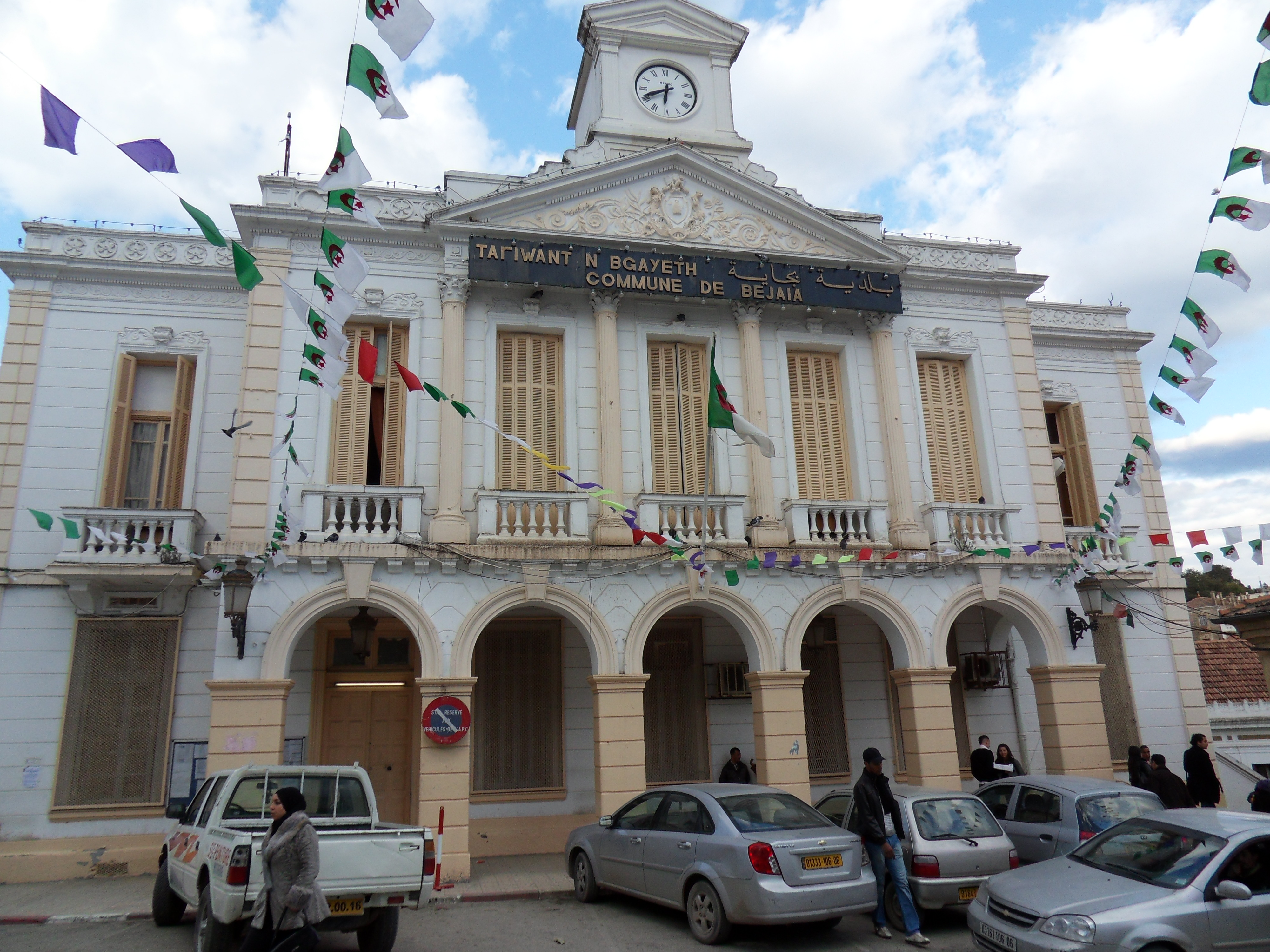

ينتمي مناخ ولاية بجاية إلى المناخ المتوسطي الممطر شتاء مع برد شديد وثلوج كثيفة خاصة في الجبال، وصيف معتدل إلى حار، وتصل درجات الحرارة في الشتاء إلى 5- دون الصفر وترتفع إلى 18 درجة، اما صيفا تتراوح درجة الحرارة ما بين 28° إلى 38° درجة.

## المناخ

### الإحصائيات المناخية الشهرية
| البيانات المناخية لـولاية بجاية  | البيانات المناخية لـولاية بجاية | البيانات المناخية لـولاية بجاية | البيانات المناخية لـولاية بجاية | البيانات المناخية لـولاية بجاية | البيانات المناخية لـولاية بجاية | البيانات المناخية لـولاية بجاية | البيانات المناخية لـولاية بجاية | البيانات المناخية لـولاية بجاية | البيانات المناخية لـولاية بجاية | البيانات المناخية لـولاية بجاية | البيانات المناخية لـولاية بجاية | البيانات المناخية لـولاية بجاية | البيانات المناخية لـولاية بجاية |
| الشهر                            | يناير                           | فبراير                          | مارس                            | أبريل                           | مايو                            | يونيو                           | يوليو                           | أغسطس                           | سبتمبر                          | أكتوبر                          | نوفمبر                          | ديسمبر                          | المعدل السنوي                   |
| -------------------------------- | ------------------------------- | ------------------------------- | ------------------------------- | ------------------------------- | ------------------------------- | ------------------------------- | ------------------------------- | ------------------------------- | ------------------------------- | ------------------------------- | ------------------------------- | ------------------------------- | ------------------------------- |
| متوسط درجة الحرارة الكبرى °ف     | 61.7                            | 63.1                            | 65.3                            | 68.7                            | 74.3                            | 80.6                            | 87.1                            | 88.2                            | 84.6                            | 77.2                            | 69.3                            | 63.0                            | 73.6                            |
| المتوسط اليومي °ف                | 52.3                            | 53.4                            | 55.0                            | 58.5                            | 63.9                            | 70.3                            | 76.3                            | 77.4                            | 73.8                            | 66.9                            | 59.4                            | 53.8                            | 63.4                            |
| متوسط درجة الحرارة الصغرى °ف     | 42.6                            | 43.5                            | 44.6                            | 48.2                            | 53.6                            | 60.1                            | 65.3                            | 66.4                            | 62.8                            | 56.7                            | 49.3                            | 44.6                            | 53.1                            |
| الهطول إنش                       | 3.15                            | 3.22                            | 2.89                            | 2.41                            | 1.57                            | 0.66                            | 0.18                            | 0.29                            | 1.35                            | 2.99                            | 3.80                            | 4.54                            | 27.05                           |
| متوسط درجة الحرارة الكبرى °م     | 16.5                            | 17.3                            | 18.5                            | 20.4                            | 23.5                            | 27.0                            | 30.6                            | 31.2                            | 29.2                            | 25.1                            | 20.7                            | 17.2                            | 23.1                            |
| المتوسط اليومي °م                | 11.3                            | 11.9                            | 12.8                            | 14.7                            | 17.7                            | 21.3                            | 24.6                            | 25.2                            | 23.2                            | 19.4                            | 15.2                            | 12.1                            | 17.5                            |
| متوسط درجة الحرارة الصغرى °م     | 5.9                             | 6.4                             | 7.0                             | 9.0                             | 12.0                            | 15.6                            | 18.5                            | 19.1                            | 17.1                            | 13.7                            | 9.6                             | 7.0                             | 11.7                            |
| الهطول مم                        | 80.0                            | 81.8                            | 73.4                            | 61.1                            | 39.9                            | 16.7                            | 4.6                             | 7.4                             | 34.2                            | 76.0                            | 96.4                            | 115.2                           | 686.7                           |
| متوسط الرطوبة النسبية (%)        | 80                              | 84                              | 76                              | 67                              | 60                              | 63                              | 63                              | 65                              | 64                              | 65                              | 66                              | 74                              | 69                              |
| ساعات سطوع الشمس الشهرية         | 5.4                             | 5.6                             | 6.8                             | 7.8                             | 9.7                             | 11.3                            | 11.1                            | 10.0                            | 9.1                             | 8.1                             | 6.8                             | 5.4                             | 97.1                            |
| المصدر: الأرصاد الجوية الجزائرية |                                 |                                 |                                 |                                 |                                 |                                 |                                 |                                 |                                 |                                 |                                 |                                 |                                 |

### الخريطة المناخية السنوية

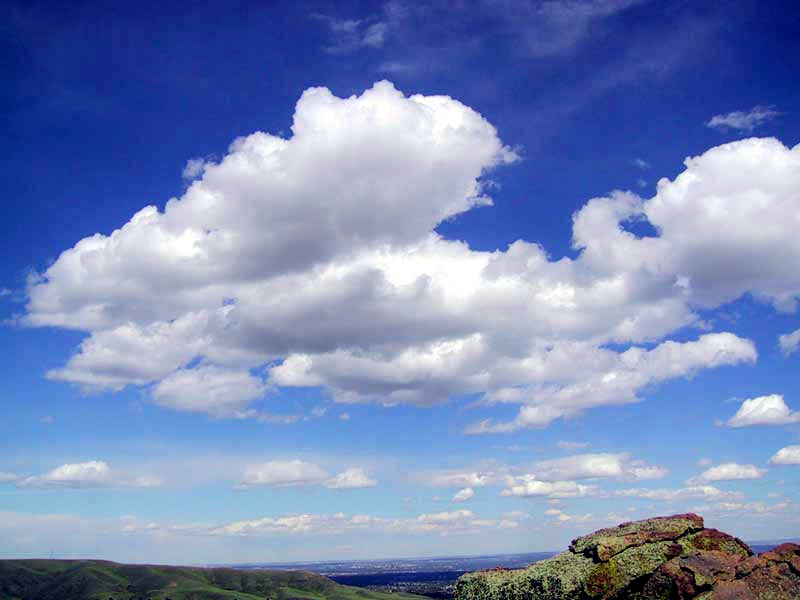
مناخ الجزائر

| مخطط المناخ لولاية بجاية              | مخطط المناخ لولاية بجاية | مخطط المناخ لولاية بجاية | مخطط المناخ لولاية بجاية | مخطط المناخ لولاية بجاية | مخطط المناخ لولاية بجاية | مخطط المناخ لولاية بجاية | مخطط المناخ لولاية بجاية | مخطط المناخ لولاية بجاية | مخطط المناخ لولاية بجاية | مخطط المناخ لولاية بجاية | مخطط المناخ لولاية بجاية |
| ------------------------------------- | ------------------------ | ------------------------ | ------------------------ | ------------------------ | ------------------------ | ------------------------ | ------------------------ | ------------------------ | ------------------------ | ------------------------ | ------------------------ |
| 01                                    | 02                       | 03                       | 04                       | 05                       | 06                       | 07                       | 08                       | 09                       | 10                       | 11                       | 12                       |
| 80 17 6                               | 82 17 6                  | 73 19 7                  | 61 20 9                  | 40 24 12                 | 17 27 16                 | 4.6 31 19                | 7.4 31 19                | 34 29 17                 | 76 25 14                 | 96 21 10                 | 115 17 7                 |
| متوسط درجة-الحرارة °س مجاميع الهطل مم |                          |                          |                          |                          |                          |                          |                          |                          |                          |                          |                          |
| بالوحدات الإنكليزية                   |                          |                          |                          |                          |                          |                          |                          |                          |                          |                          |                          |
| 01                                    | 02                       | 03                       | 04                       | 05                       | 06                       | 07                       | 08                       | 09                       | 10                       | 11                       | 12                       |
| 3.1 62 43                             | 3.2 63 44                | 2.9 65 45                | 2.4 69 48                | 1.6 74 54                | 0.7 81 60                | 0.2 87 65                | 0.3 88 66                | 1.3 85 63                | 3 77 57                  | 3.8 69 49                | 4.5 63 45                |
| متوسط درجة-الحرارة °ف مجاميع الهطول ″ |                          |                          |                          |                          |                          |                          |                          |                          |                          |                          |                          |

| 01                                    | 02        | 03        | 04        | 05        | 06        | 07        | 08        | 09        | 10      | 11        | 12        |
| 3.1 62 43                             | 3.2 63 44 | 2.9 65 45 | 2.4 69 48 | 1.6 74 54 | 0.7 81 60 | 0.2 87 65 | 0.3 88 66 | 1.3 85 63 | 3 77 57 | 3.8 69 49 | 4.5 63 45 |
| متوسط درجة-الحرارة °ف مجاميع الهطول ″ |           |           |           |           |           |           |           |           |         |           |           |

## التاريخ

### خلال الوجود العثماني
تواجد العثمانيين في ولاية بجاية لمدة طويلة وتركوا منشآت لا تزال موجودة إلى يومنا هذا وتتمثل في حمامات وابراج وقلاع.

### خلال الاستعمار الفرنسي
لم يقتصر الاستعمار الفرنسي على العاصمة فقط وضواحيها، بل شمل كافة مناطق البلاد منها ولاية بجاية، فكانت الحرب سجالا، فشارك السكان في الحرب
من اجل استقلال البلاد وافدو بالمال والنفس والنفس، فحارب شبان المنطقة في الحرب، كما حاربت النساء أيضا، اما الذين لم يشاركوا في الحرب. فكانوا يدرسون ويستغلون العلم في تقديم المساعدات إلى اخوانهم في الجبال، كما نظم المغتربين في فرنسا مظاهرات بباريس تطالب بتحرير الجزائر.

### بعد الاستعمار الفرنسي
خلفت الحرب دمارا كبيرا للمنطقة تمثلت في تخريب وتدمير القرى والمدن، كما تركوا عمارات من الطراز الفرنسي التي تعطي وجها مختلفا.

## الولاة
تعاقب العديد من الولاة على ولاية بجاية منذ إنشائها في 2 جويلية 1974م من خلال المرسوم التنفيذي رقم 74-69 الذي ينظم الإقليم الوطني الجزائري في إطار واحدة وثلاثين ولاية.
| رقم | الوالي                | البداية         | النهاية         | ولاية المولد   |
| --- | --------------------- | --------------- | --------------- | -------------- |
| 01  | عبد الحليم بن يلس     | 17 سبتمبر 1974م | 31 أوت 1978م    | ولاية سطيف     |
| 02  | أحمد بن شوق           | 1 سبتمبر 1978م  | 31 أوت 1981م    |                |
| 03  | عبد الرحمن مزيان شريف | 1 سبتمبر 1981م  | 31 أوت 1985م    | ولاية سطيف     |
| 04  | أحمد دقسي             | 31 أوت 1985م    | 7 ماي 1986م     |                |
| 05  | شافعي بن رموقة        | 7 ماي 1986م     | 29 جويلية 1990م |                |
| 06  | مصطفى مامش            | 29 جويلية 1990م | 21 أوت 1991م    |                |
| 07  | رشيد زلوف             | 21 أوت 1991م    | 30 جوان 1994م   | ولاية جيجل     |
| 08  | محمد السعيد شكيني     | 30 جوان 1994م   | 20 مارس 1995م   | ولاية تيزي وزو |
| 09  | بشير راحو             | 20 مارس 1995م   | 22 أوت 1999م    |                |
| 10  | جيلالي عرعار          | 22 أوت 1999م    | 4 أوت 2001م     |                |
| 11  | رشيد فاطمي            | 4 أوت 2001م     | 7 ماي 2008م     |                |
| 12  | علي بدريسي            | 7 ماي 2008م     | 30 سبتمبر 2010م | ولاية تيزي وزو |
| 13  | أحمد التوهامي حمو     | 30 سبتمبر 2010م | 22 جويلية 2015م | ولاية تيارت    |
| 14  | زيتوني أولاد صالح     | 22 جويلية 2015م | 15 ديسمبر 2016م | ولاية سطيف     |
| 15  | محمد حطاب             | 15 ديسمبر 2016م | 2017 (حاليا)    | ولاية بومرداس  |

## التقسيم الإداري

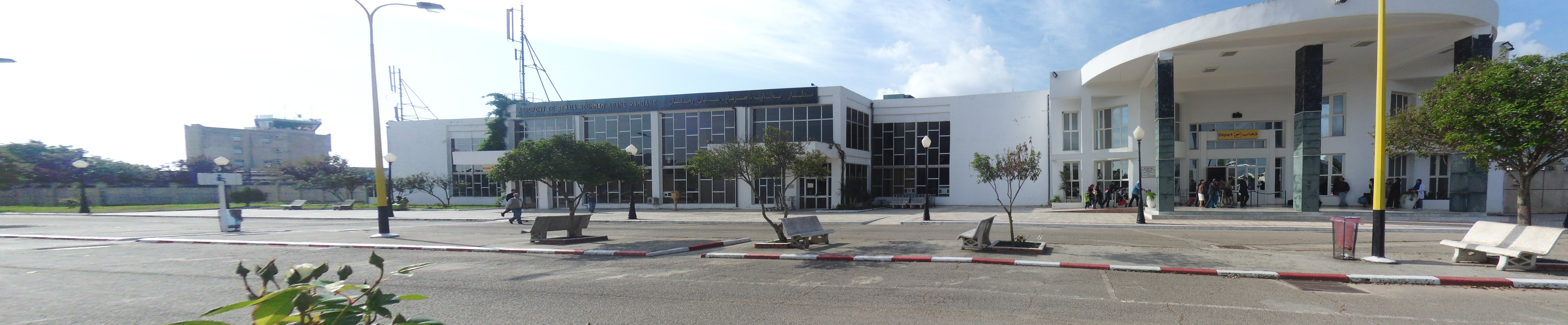
مطار بجاية.

### الدوائر
- دائرة آدكار
- دائرة أقبو
- دائرة أميزور
- دائرة أوقاس
- دائرة برباشة
- دائرة بجاية
- دائرة بني معوش
- دائرة شميني
- دائرة درقينة
- دائرة القصر
- دائرة إغيل علي
- دائرة خراطة
- دائرة أوزلاقن
- دائرة صدوق
- دائرة سيدي عيش
- دائرة سوق الإثنين
- دائرة تازمالت
- دائرة تيشي
- دائرة تيمزريت

### البلديات
- آدكار  ·  تاوريرت آغيل  ·  كسيلة
- أقبو  ·  شلاطة  ·  آغرام  ·  تمقرة
- أميزور  ·  بني جليل  ·  سمعون  ·  فرعون
- أوقاس  ·  تيزي أنبربار
- برباشة  ·  كنديرة
- بجاية  ·  وادي غير
- بني معوش
- شميني  ·  تيبيان  ·  سوق أوفلة  ·  أكفادو
- درقينة  ·  آيت سماعيل  ·  تاسكريوت
- القصر  ·  فناية الماثن  ·  توجة
- اغيل اعلي  ·  آيت أرزين
- خراطة  ·  ذراع القايد
- أوزلاقن
- أمالو  ·  مسيسنة  ·  بوحمزة  ·  صدوق
- سيدي عيش  ·  لفلاي  ·  تينبذار  ·  تيفرة  ·  سيدي عياد
- مليو  ·  سوق الاٍثنين  ·  تامريجت
- تازمالت  ·  بني مليكش  ·  بوجليل
- بوخليفة  ·  تيشي  ·  تالة حمزة
- تيمزريت

## السكان

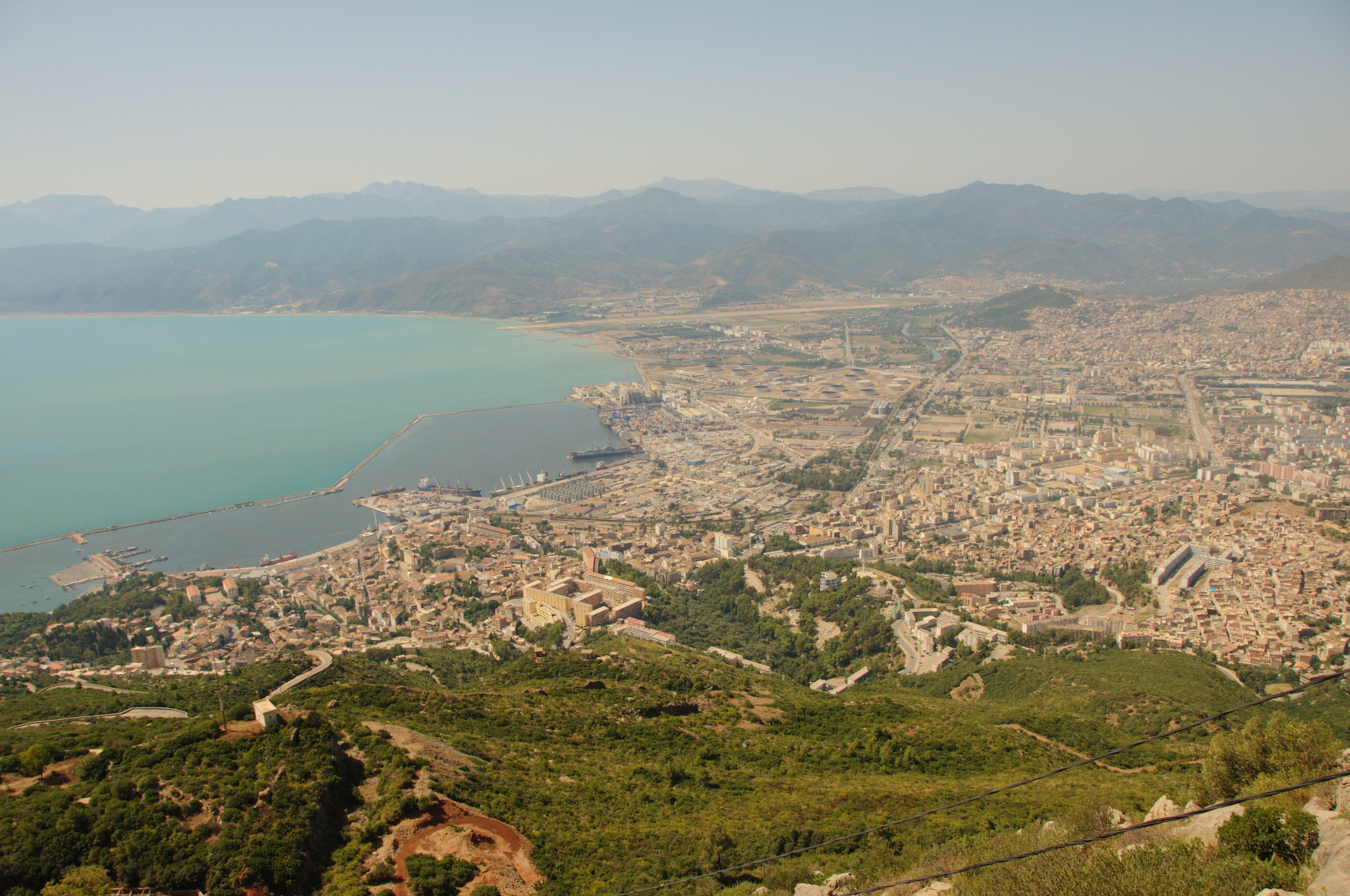
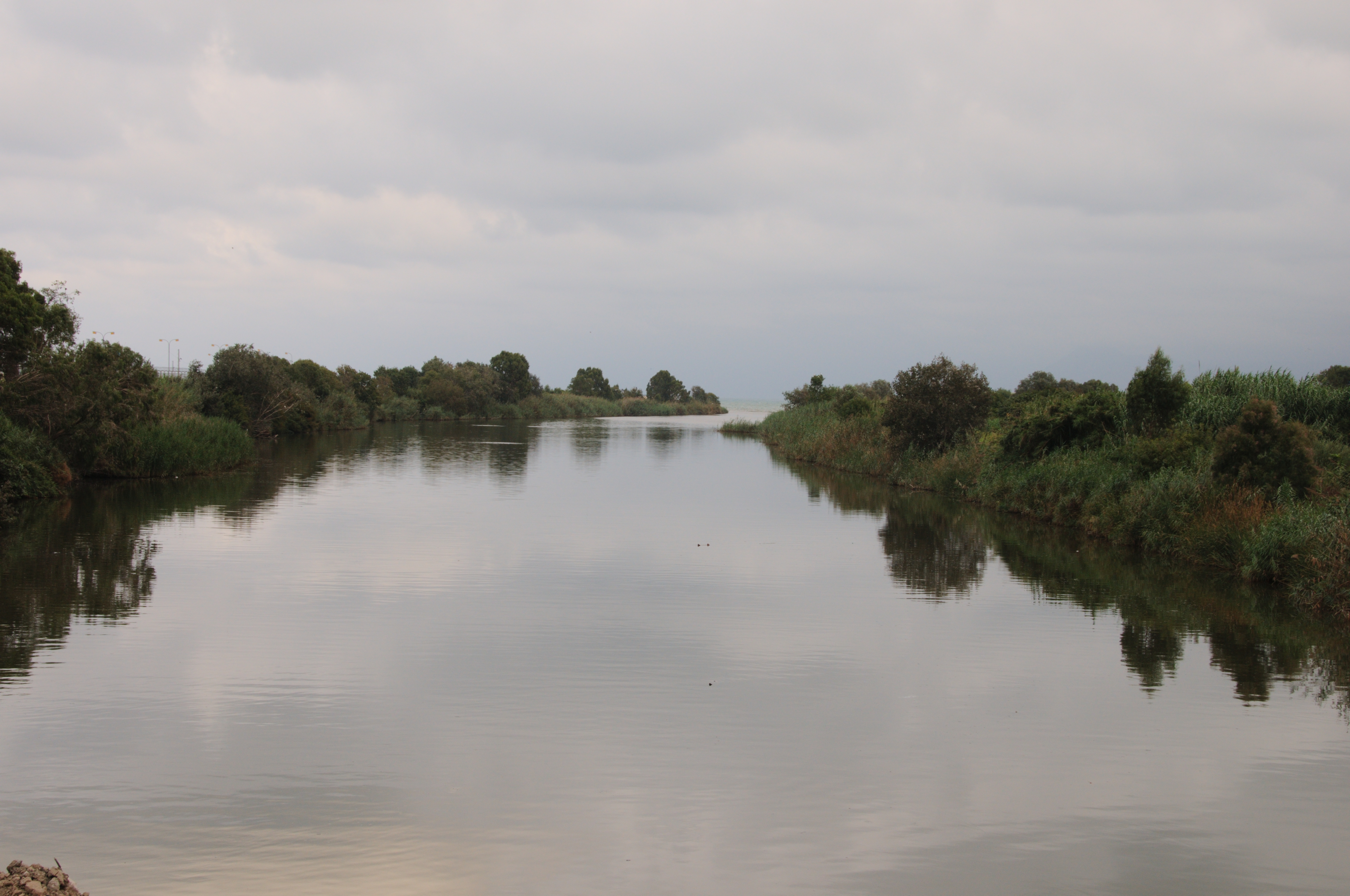
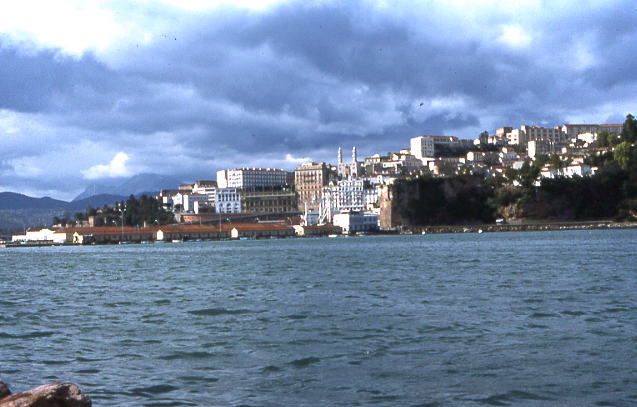
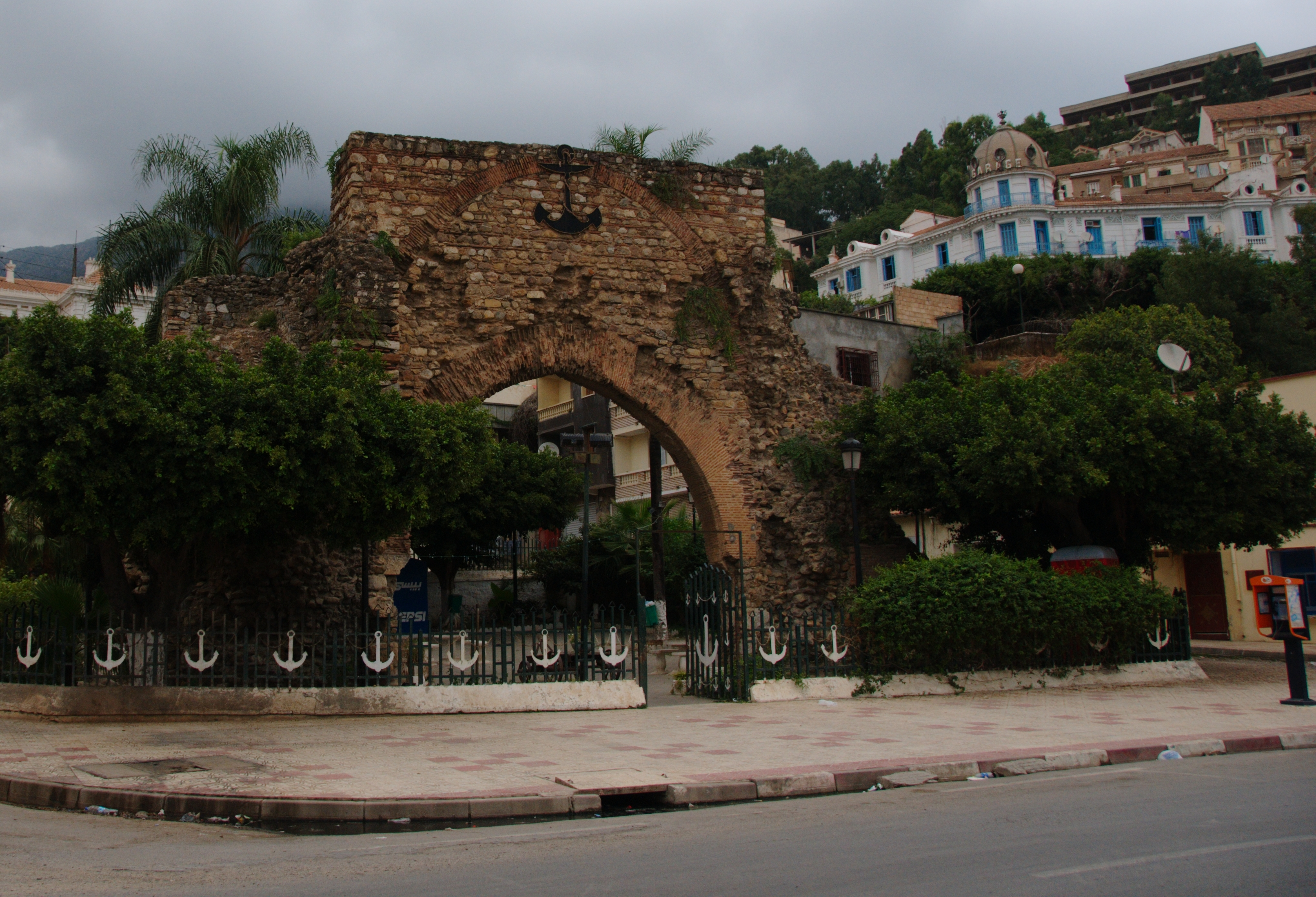

### الهرم السكاني
| ذكور   | فئة عمرية     | إناث   |
| ------ | ------------- | ------ |
| 2٬269  | 85 سنة وأكثر  | 2٬586  |
| 3٬372  | 80 إلى 84 سنة | 3٬633  |
| 5٬831  | 75 إلى 79 سنة | 6٬731  |
| 7٬295  | 70 إلى 74 سنة | 8٬664  |
| 8٬602  | 65 إلى 69 سنة | 9٬725  |
| 9٬911  | 60 إلى 64 سنة | 10٬546 |
| 17٬338 | 55 إلى 59 سنة | 16٬182 |
| 19٬639 | 50 إلى 54سنة  | 18٬568 |
| 22٬536 | 45 إلى 49 سنة | 21٬418 |
| 28٬305 | 40 إلى 44 سنة | 27٬392 |
| 34٬167 | 35 إلى 39 سنة | 32٬463 |
| 41٬986 | 30 إلى 34 سنة | 38٬785 |
| 52٬309 | 25 إلى 29 سنة | 47٬989 |
| 57٬216 | 20 إلى 24 سنة | 53٬978 |
| 49٬044 | 15 إلى 19 سنة | 47٬420 |
| 39٬479 | 10 إلى 14 سنة | 37٬771 |
| 31٬581 | 5 إلى 9 سنوات | 29٬900 |
| 34٬047 | 0 إلى 4 سنوات | 32٬328 |
| 684    | غير معروف     | 886    |

### اللهجة المحلية
يتكلم سكان ولاية بجاية اللهجة القبائلية taqvaylit وهي اللهجة الأكثر تحدثا في الجزائر من بين لهجات اللغة الامازيعية التي أصبحت (وطنية منذ 2002 ورسمية منذ 2016)، كما تستخدم اللغة الفرنسية في الشركات الخاصة والمحلات التجارية كما تستعمل في الكتابة على لافتات المحلات والمدن إلى جانب اللهجة القبائلية.

## الشؤون الدينية

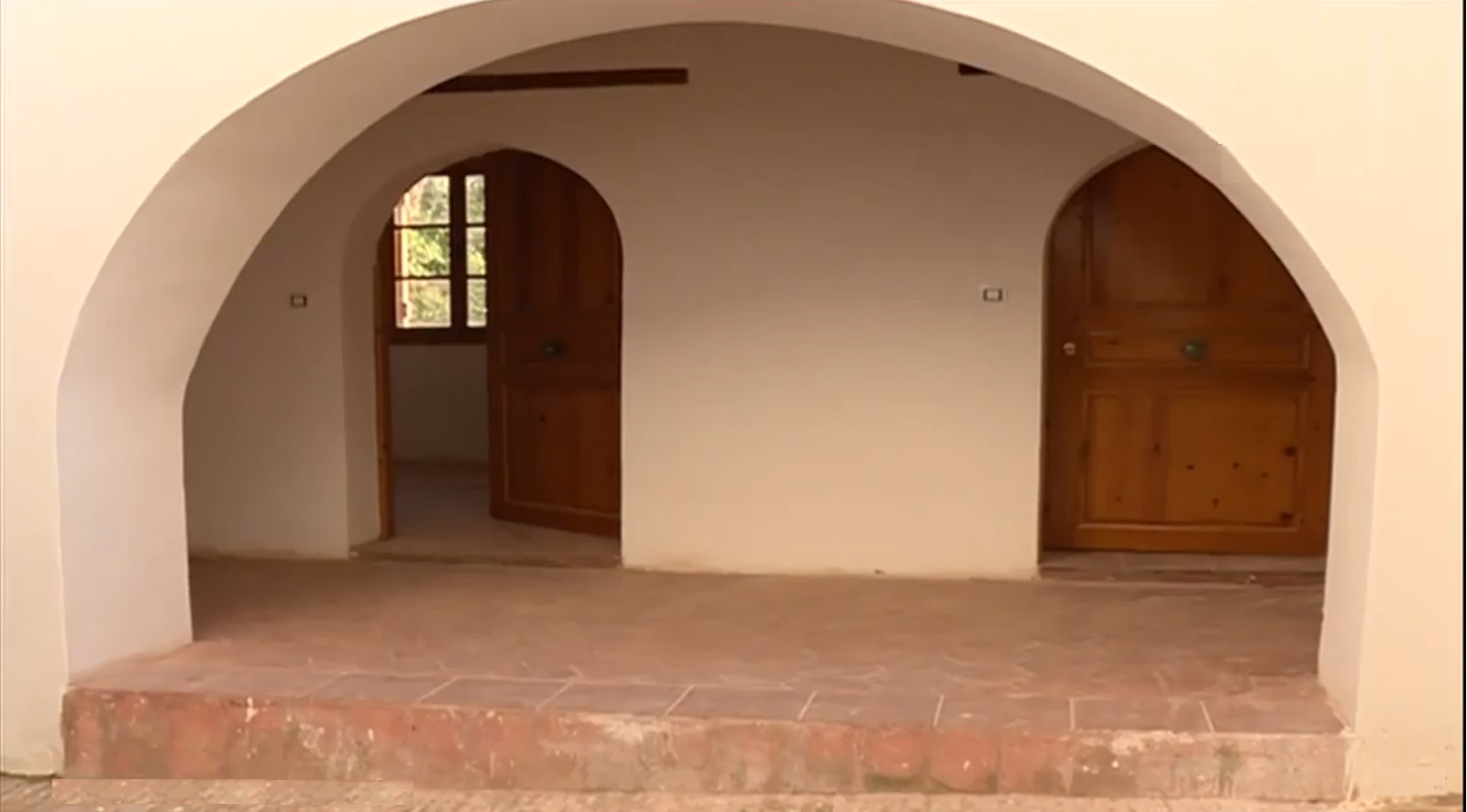
الجامع الأعظم

### المساجد
تحتوي هذه الولاية على العديد من المساجد التي تشرف عليها مديرية الشؤون الدينية والأوقاف لولاية بجاية تحت وصاية وزارة الشؤون الدينية والأوقاف.
- مسجد عين البربر
- الجامع الأعظم

### الزوايا
- «زاوية سيدي أحمد أويحي» (أمالو).
- «زاوية سيدي يحي العيدلي» (تمقرة)
- «زاوية سيدي أحمد زروق البرنسي» (سوق أوفلة)
- «زاوية سيدي سعيد» (مسيسنة).
- «زاوية سيدي موفق» (صدوق).
- «زاوية سيدي موسى» (تينبذار).
- «زاوية سيدي يحي أوموسى» (شميني).
- «زاوية سيدي موسى أويذير» (تيفرة).
- «زاوية تقرابت» (إيغيل علي).
- «زاوية سيدي الحاج أحساين» (سمعون)،
- «زاوية تاغراست» (أقبو).
- «مدرسة مسجد علي بن أبي طالب» الكائنة بحي إحدادن بمدينة بجاية.
- «مدرسة قرية إيجيون» (خراطة).
- 72 كتابا لتحفيظ القرآن تضم أزيد من 1200 طالبا.

### المقابر
- مقبرة بجاية[الفرنسية]

## الإعلام
- إذاعة بجاية
- البث الحي للإذاعة بجاية

## التعليم الجامعي
تضم هذه الولاية العديد من الجامعات ومؤسسات التعليم الجامعي، منها:
- جامعة بجاية [33]

## الصحة
- مستشفى بجاية
- المستشفى الجامعي في بجاية

## الأشغال العمومية

### الطرقات الوطنية

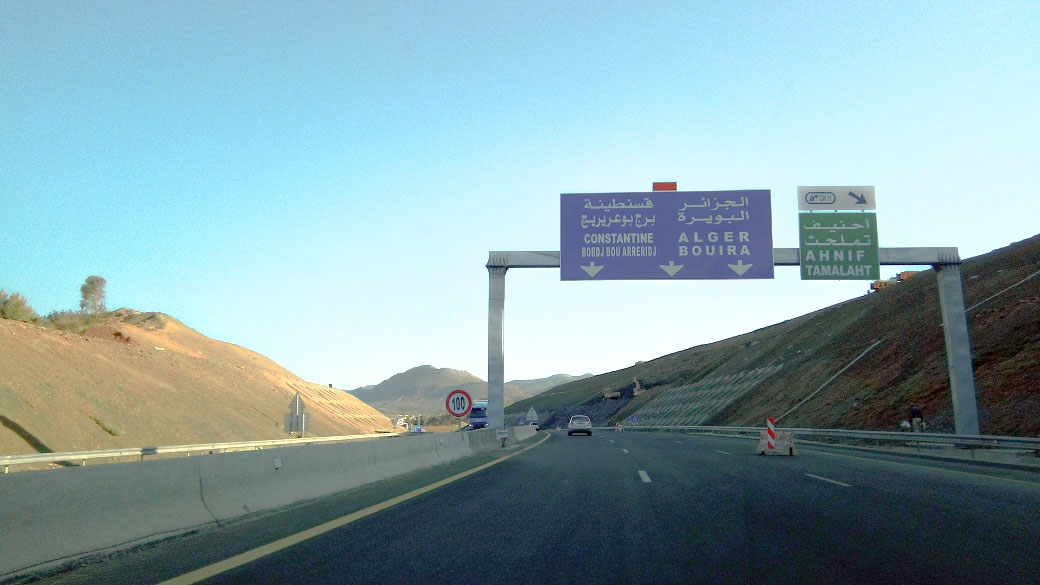
والجة بجاية

تمر عبر ولاية بجاية العديد من الطرقات الوطنية، منها:
- والجة بجاية (طريق أحنيف).
- الطريق الوطني رقم 9 (طريق خراطة).
- الطريق الوطني رقم 12 (طريق تيزي وزو).
- الطريق الوطني رقم 24 (طريق بجاية).
- الطريق الوطني رقم 26.
- الطريق الوطني رقم 43 (طريق جيجل).
- الطريق الوطني رقم 75 (طريق باتنة).

### الأنفاق

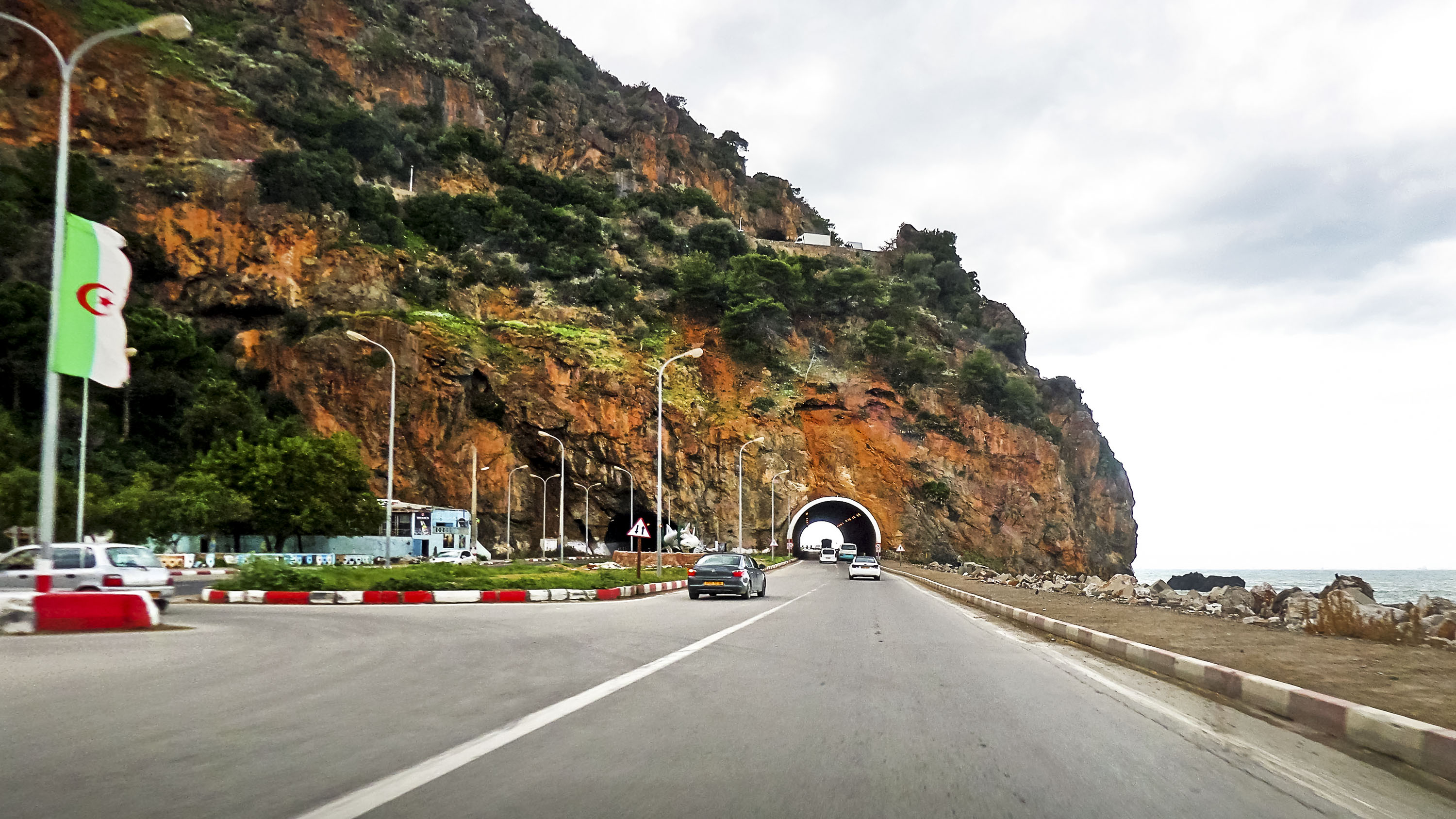
نفق أوقاس

توجد عبر طرقات ولاية بجاية العديد من الأنفاق، منها:
- نفق أوقاس
- نفق سيدي عيش
- أنفاق ملبو
- نفق خراطة

### الجسور

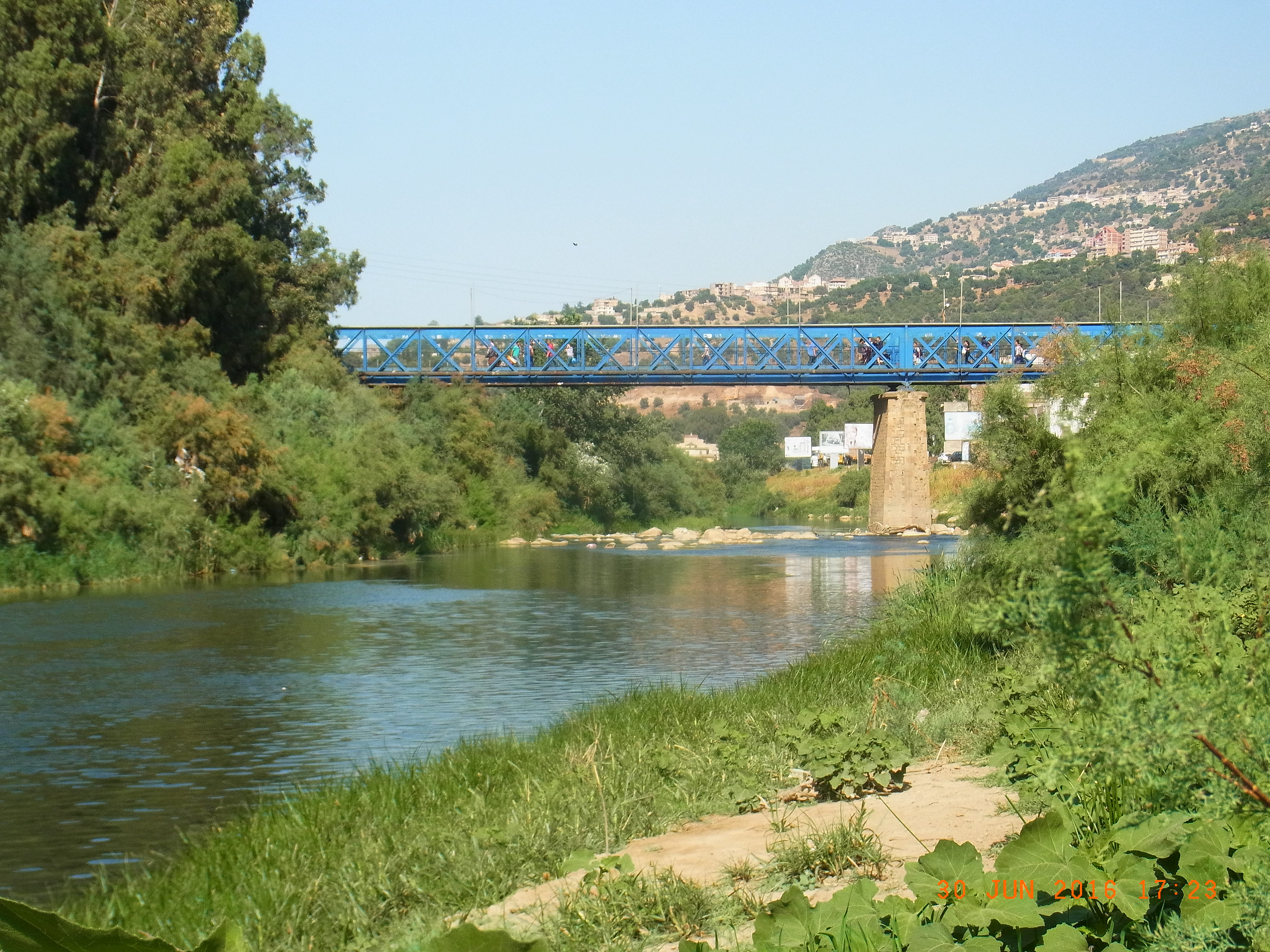
جسر سيدي عيش

توجد عبر طرقات ولاية بجاية العديد من الجسور، منها:
- جسر سيدي عيش

### الموانئ
يضم ساحل ولاية بجاية ثلاثة موانئ بالإضافة إلى العديد من مرافئ الصيد البحري.
- ميناء بجاية
- ميناء بنى كسيلة
- ميناء تالة إيلف

### السدود
تضم ولاية بجاية العديد من السدود، منها:

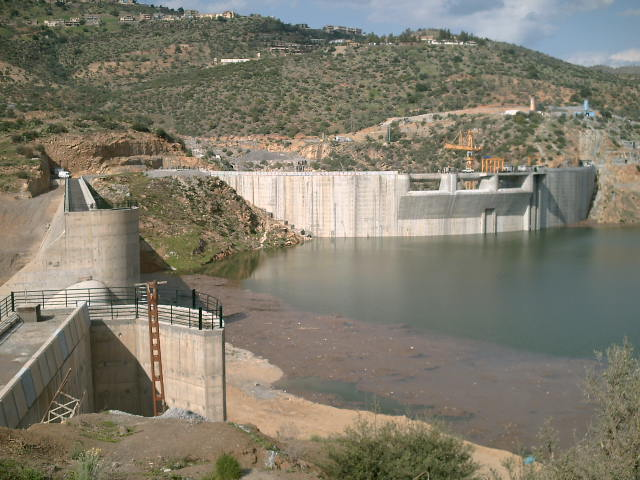
سد تيشي حاف
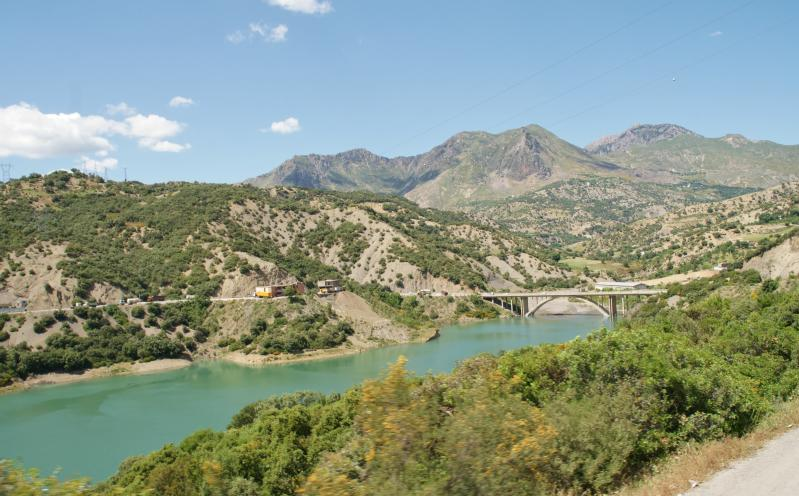
سد إيغيل أمدة
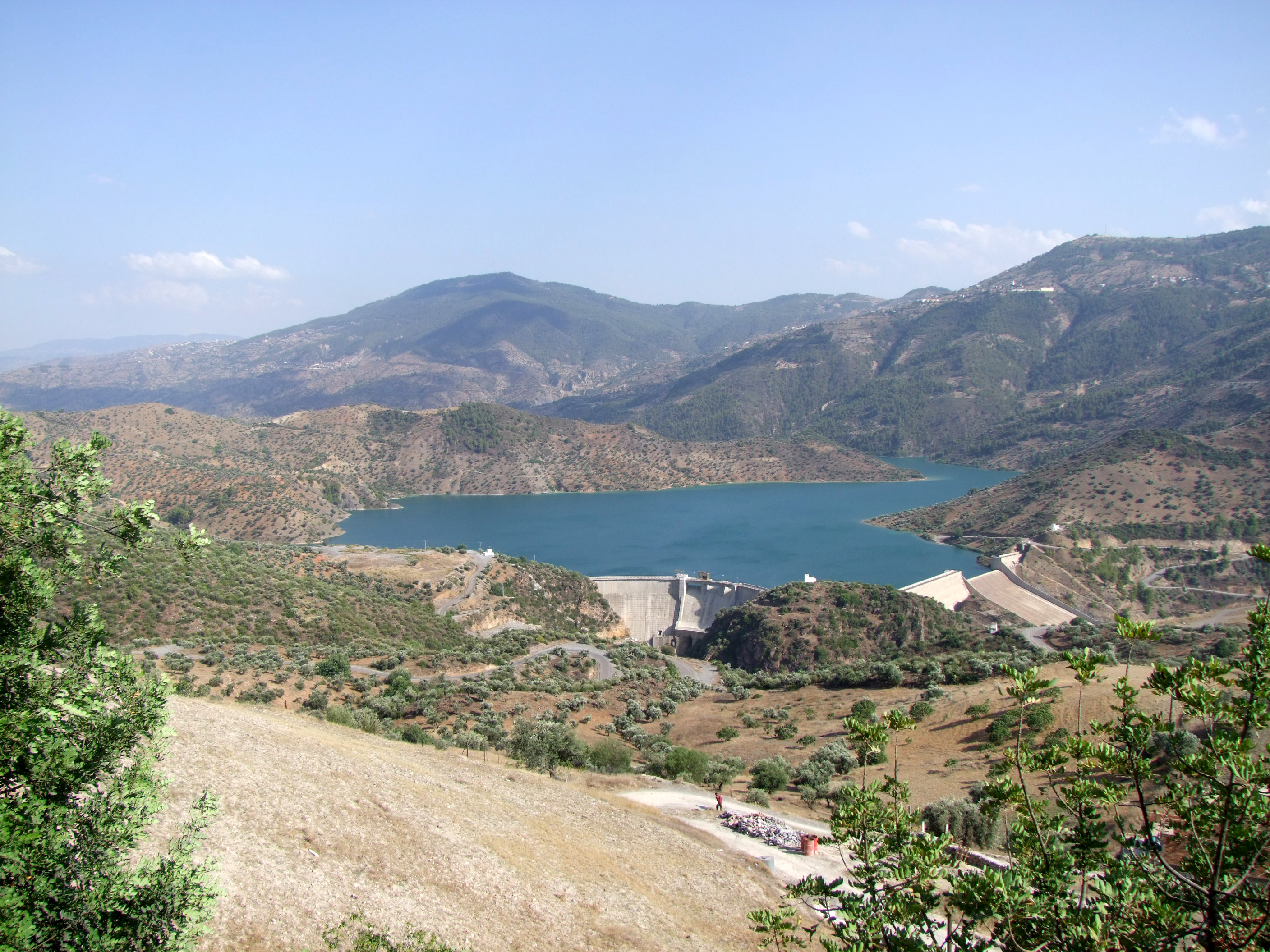
سد إغزر أوفتيس
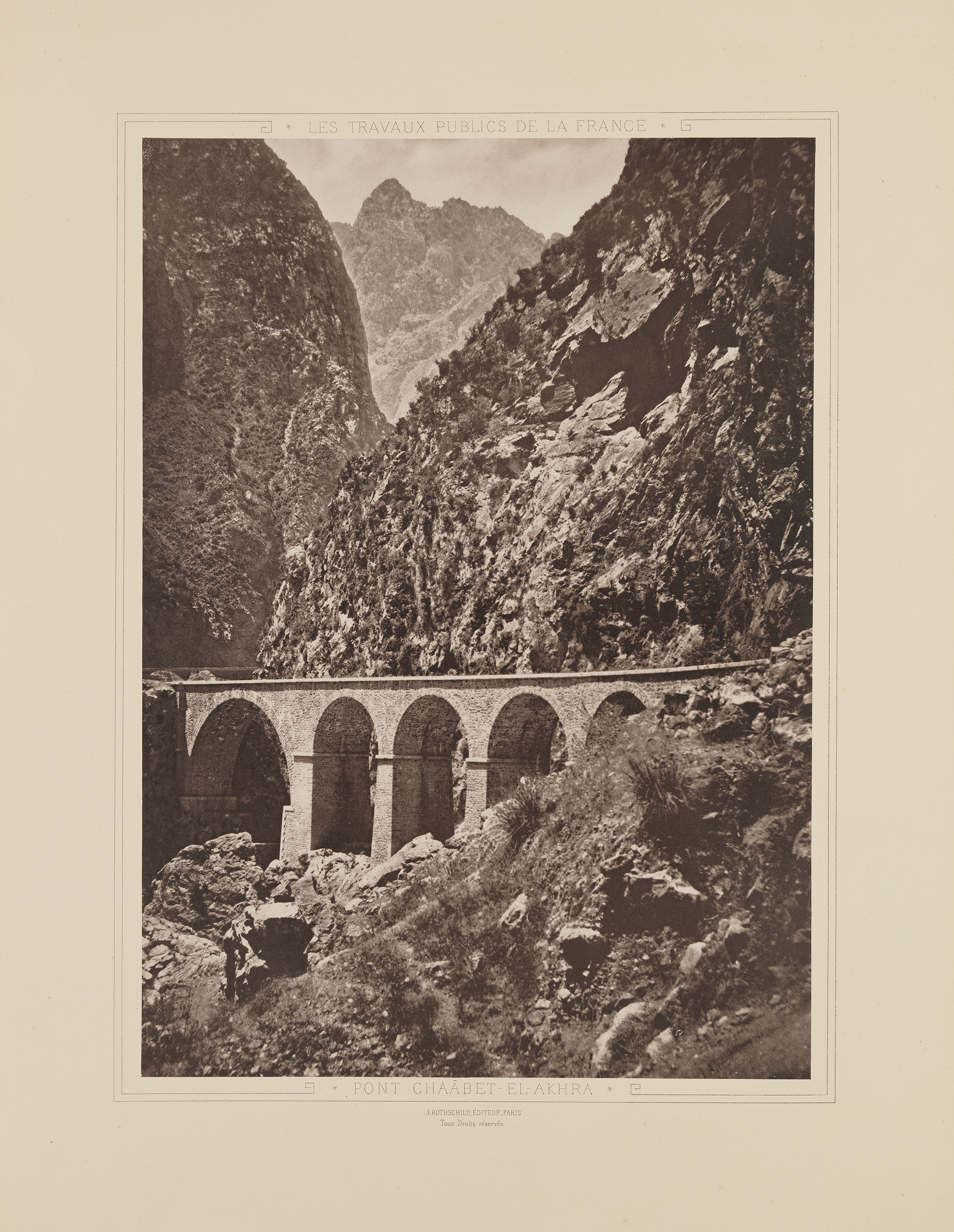
سد شعبة الآخرة

## خليج بجاية

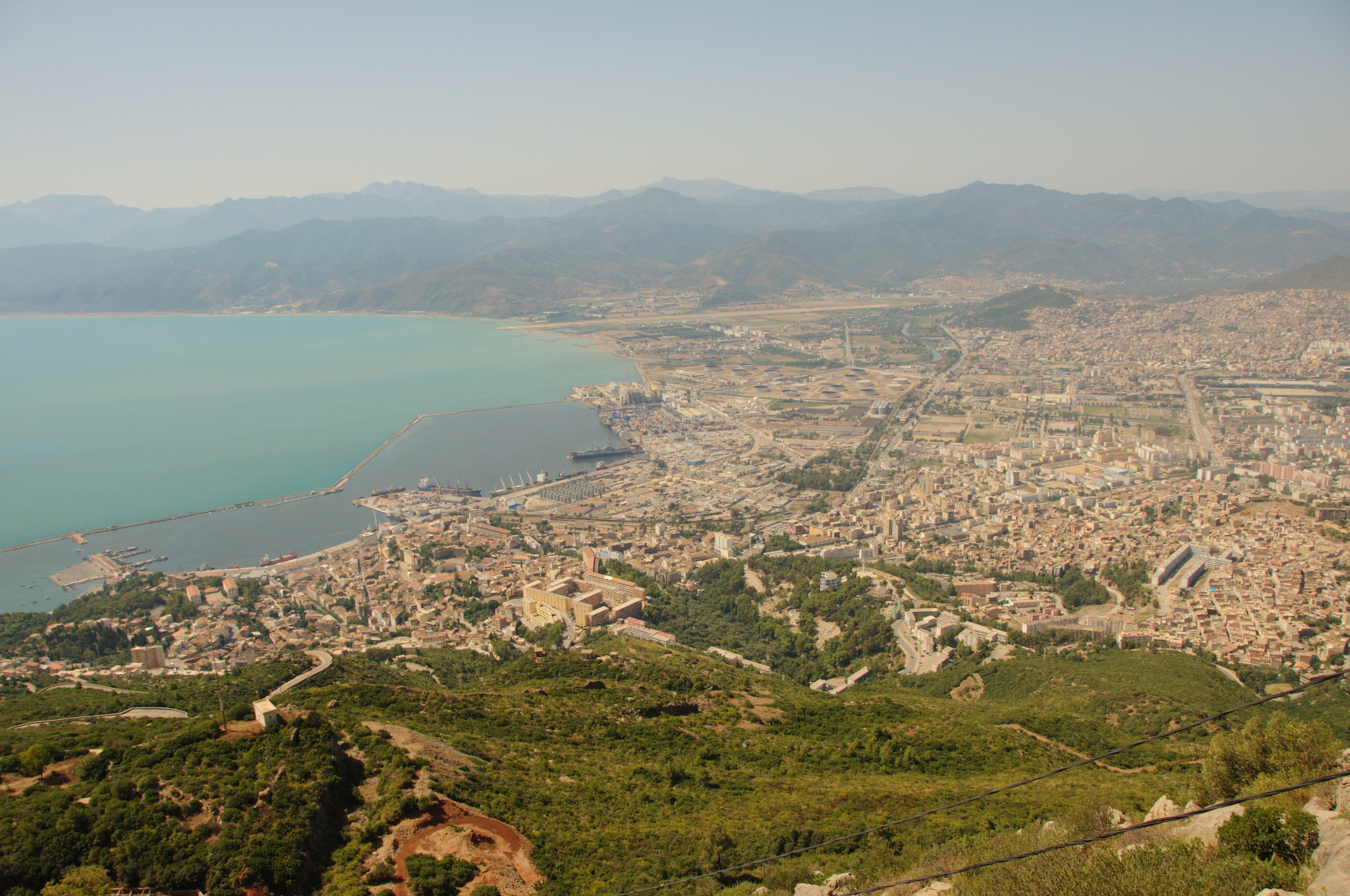
خليج بجاية
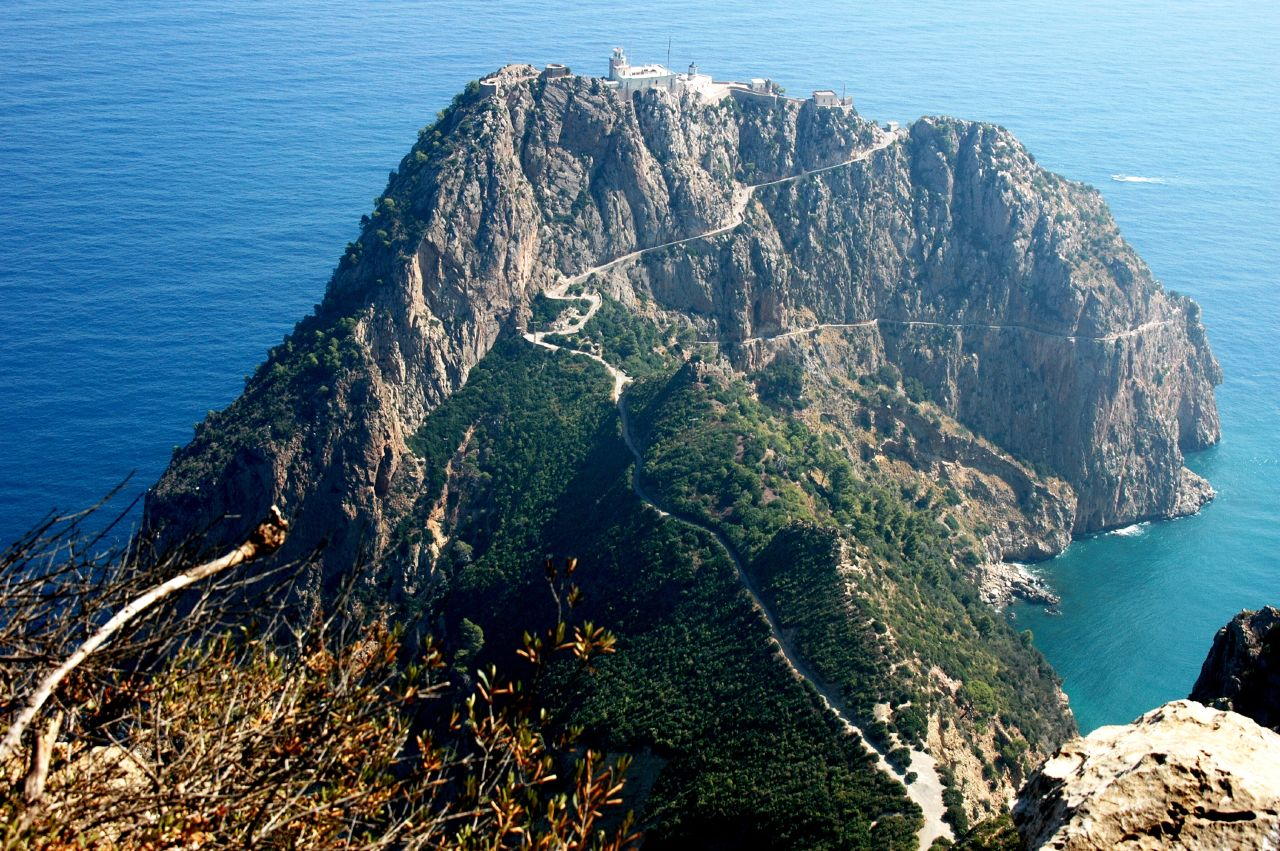
رأس كربون[الفرنسية]
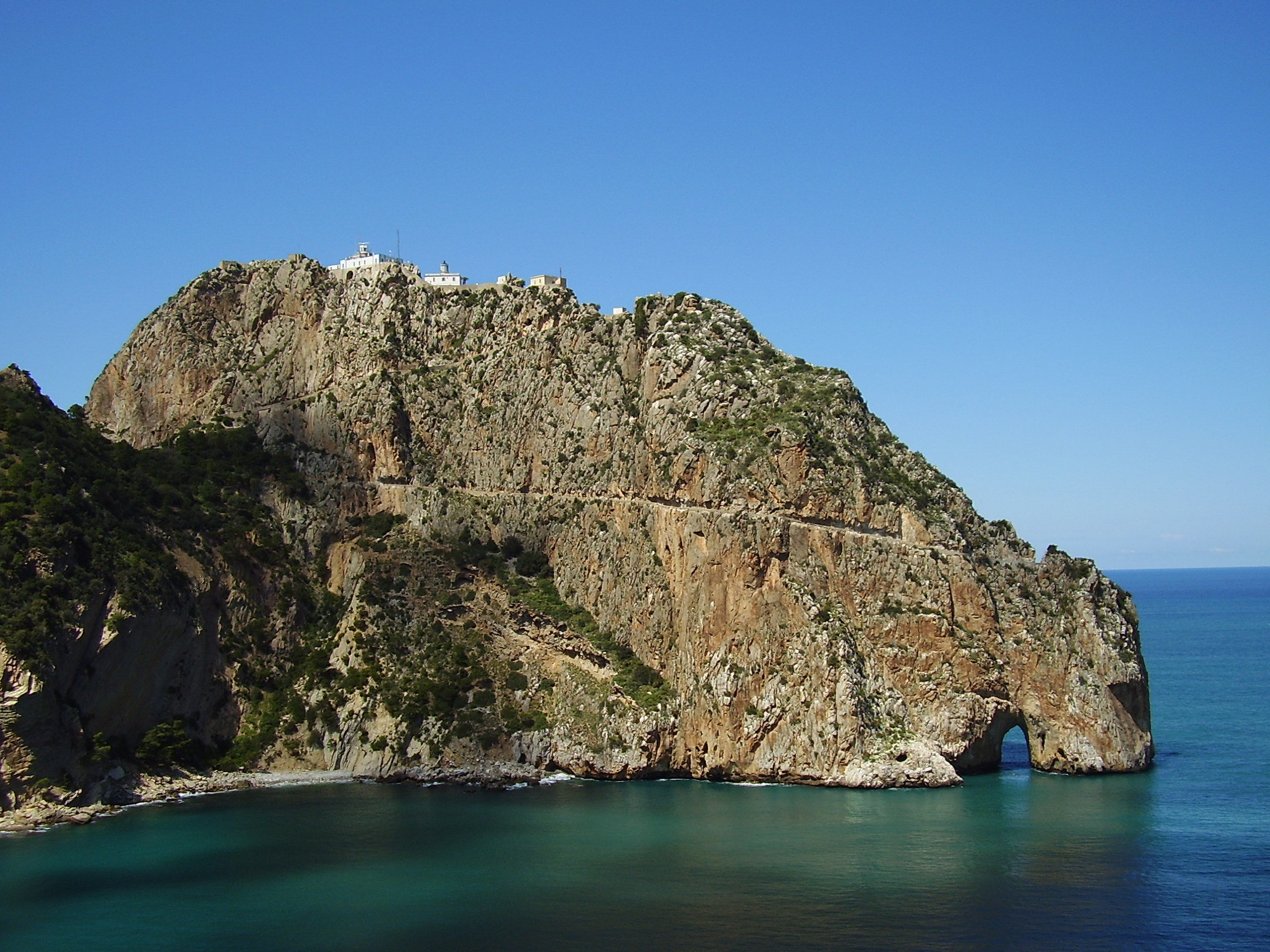
منارة رأس كربون
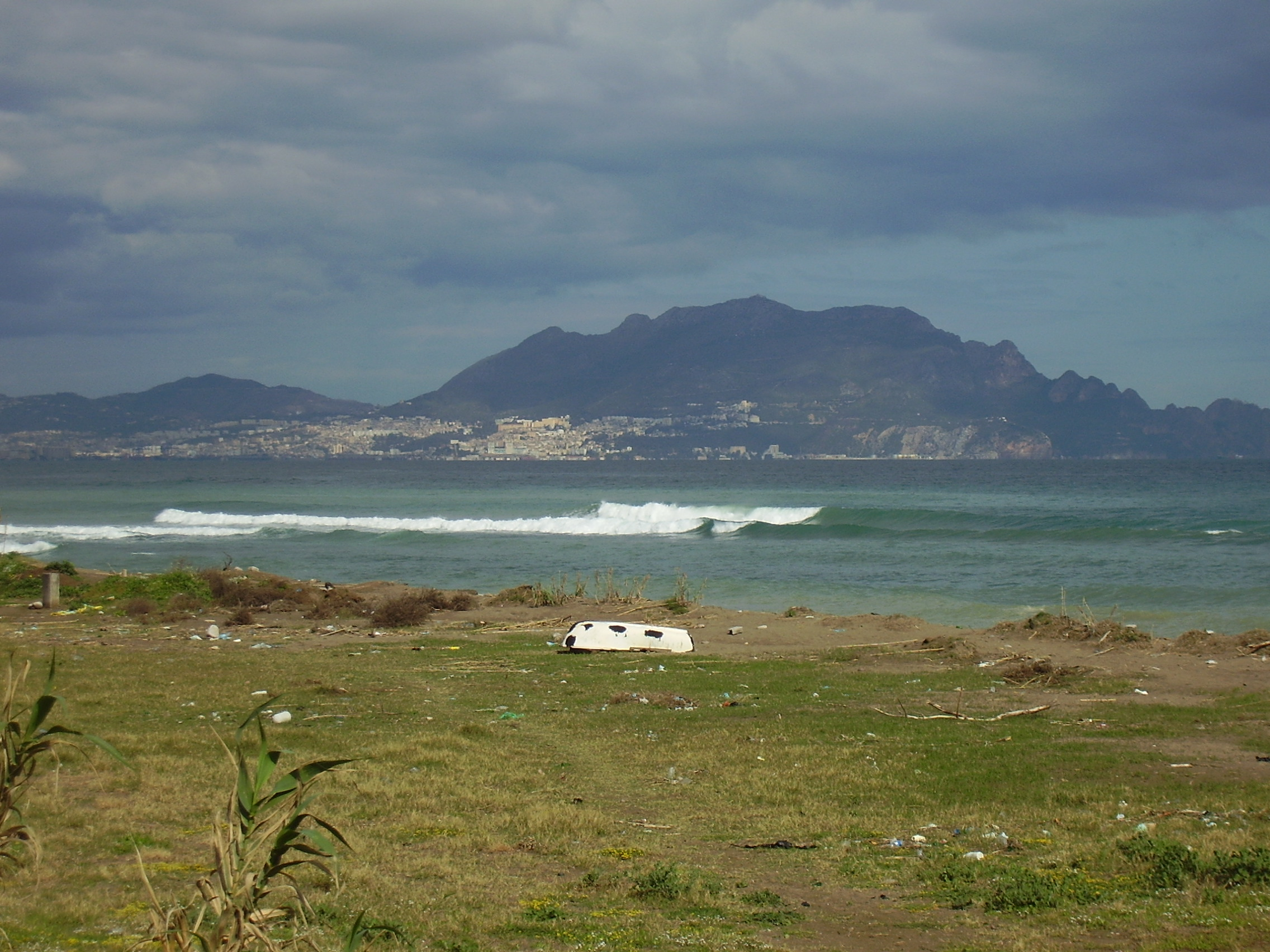
جبل يما قورايا
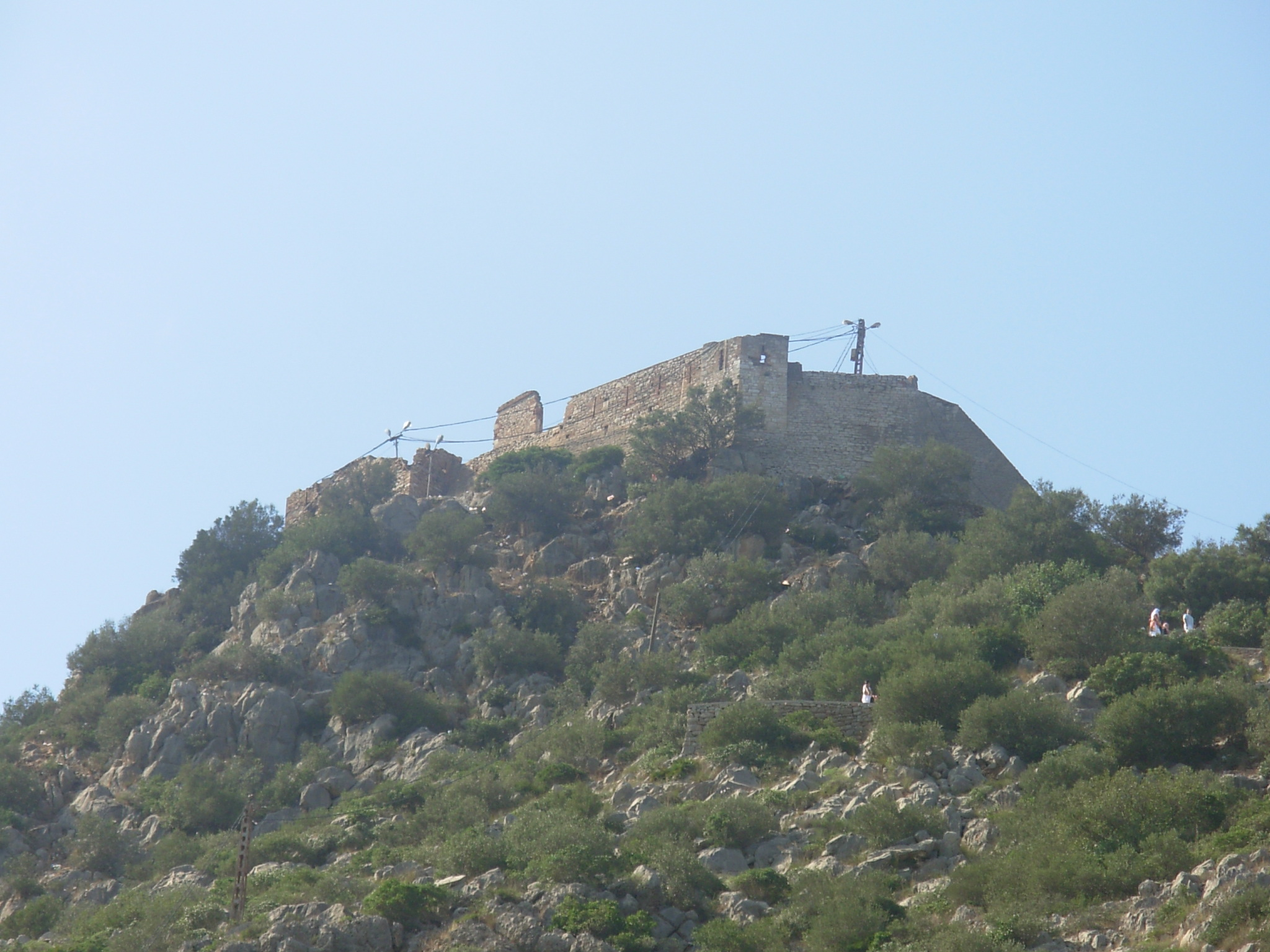
حصن قورايا
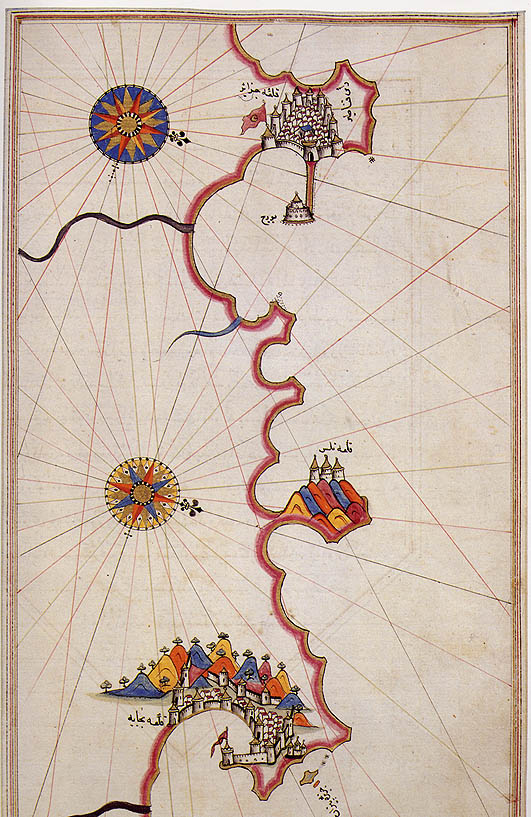
خليج بجاية أثناء المرحلة التركية
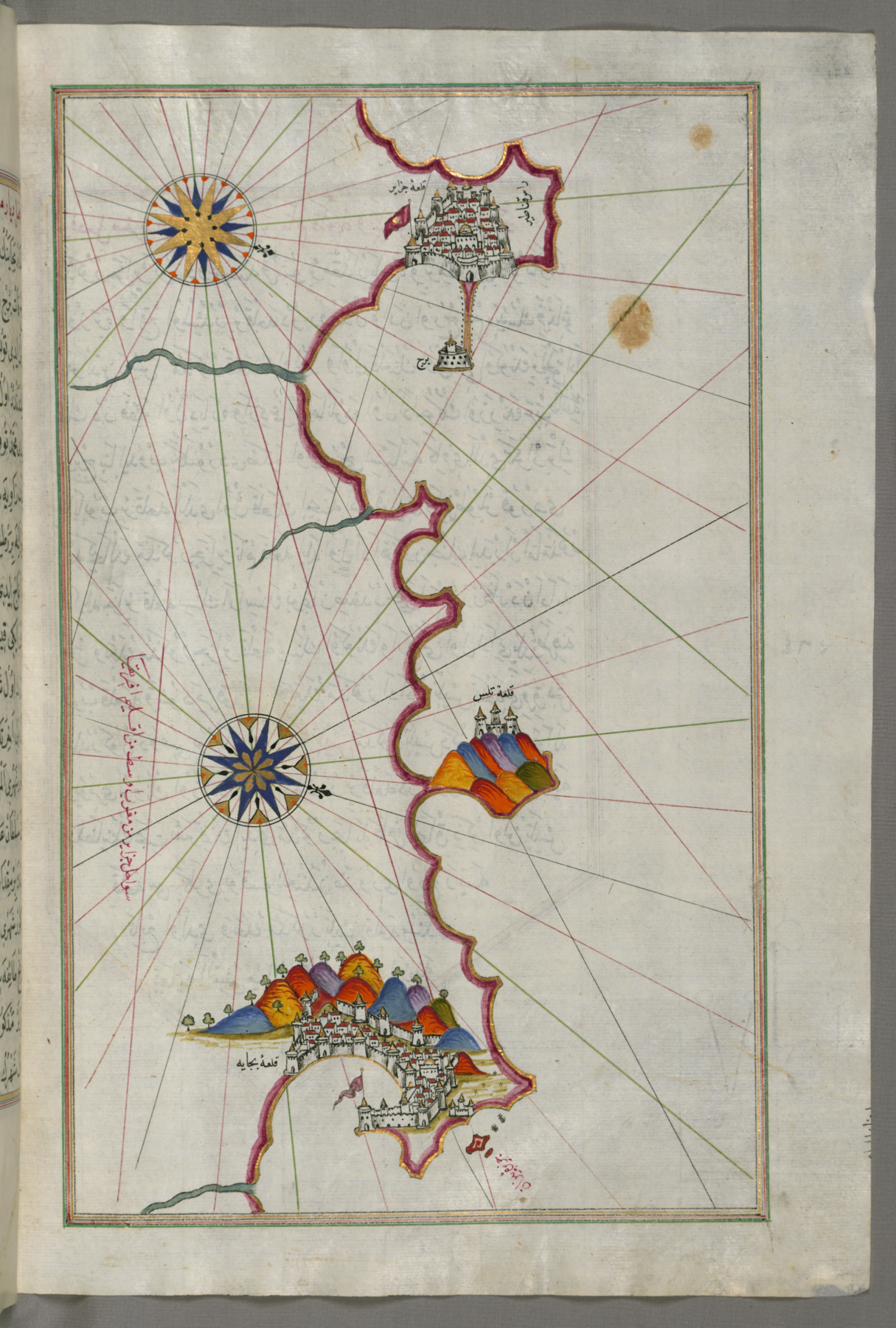
خليج بجاية أثناء المرحلة التركية

## الوديان

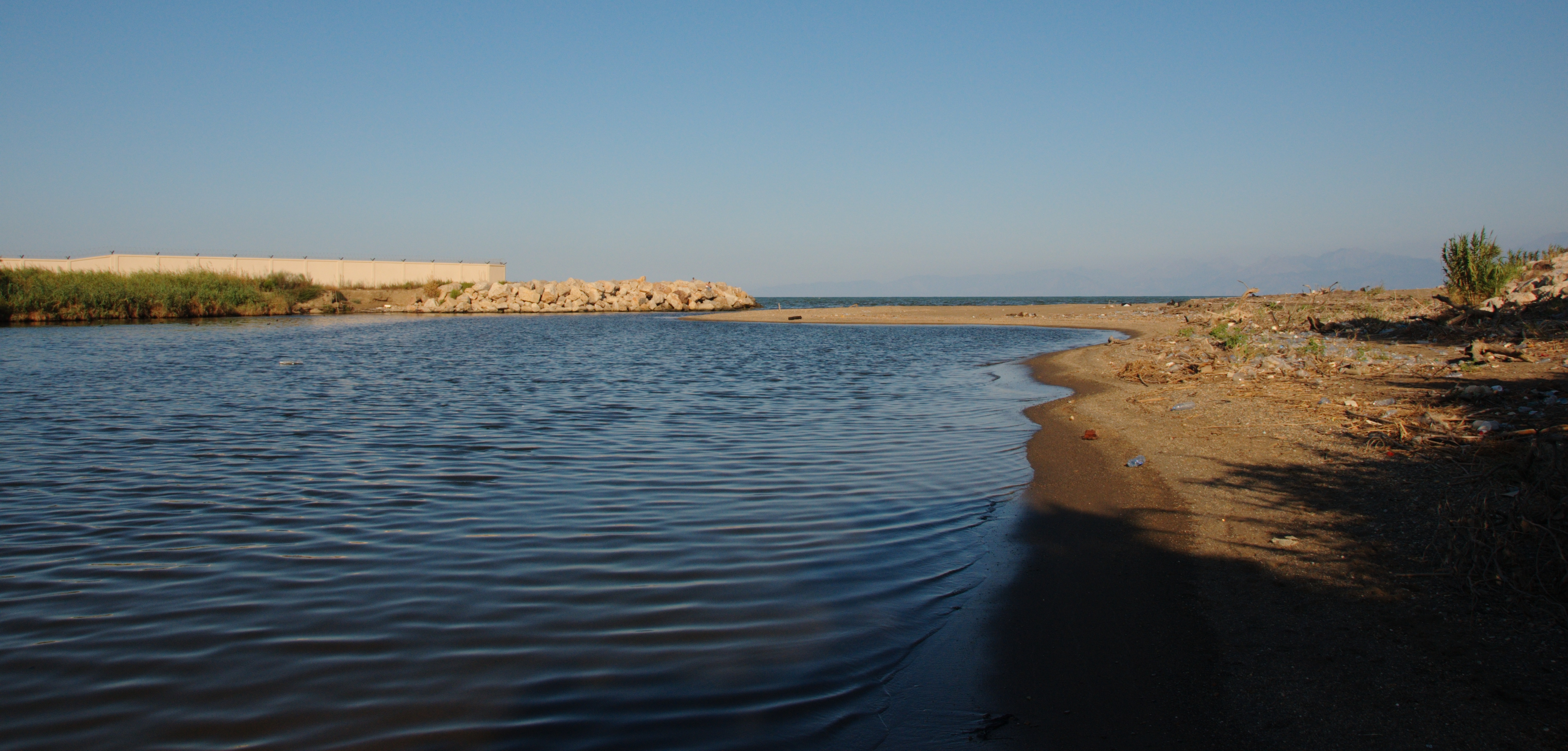
مصب وادي الصومام

يتضمن إقليم ولاية بجاية العديد من الوديان منها:
- وادي الصومام
- وادي أقريون
- وادي الساحل
- وادي أماسين
- وادي تابلوط
- وادي بوسلام
- وادي الصغير
- وادي أمرزاق
- وادي إغزر أوفتيس
- وادي تيلاوين
- وادي رميلة
- وادي العنصر
- وادي أميزور
- وادي أمبارك
- وادي أمصال
- وادي زيامة
- وادي لوتة
- وادي سيدي ريحان
- وادي مصباح
- وادي تاملاحت
- وادي زيتونة
- وادي أفالو
- وادي جبيرة
- وادي جوة
- وادي سليمان
- وادي عطابة
- وادي مرسى
- وادي منانات
- وادي جمعة
- وادي مغايت
- وادي بولزازن
- وادي تايدة
- وادي دداس
- وادي ساكت
- وادي تاسيفت
- وادي أومجوط
- وادي أشرشور
- وادي بني سماعيل
- وادي كفريدة
- وادي إغزر نراحة
- وادي آيت تعبان

## البحيرات
- بحيرة أكفادو (الإحداثيات: 36°41′47″N 4°36′11″E / 36.6963935°N 4.6031297°E).
- بحيرة توجة (الإحداثيات: 36°45′04″N 4°55′37″E / 36.7511344°N 4.9270507°E).
- بحيرة القصر (الإحداثيات: 36°41′24″N 4°54′19″E / 36.6900862°N 4.9052553°E).
- بحيرة تامدة (الإحداثيات: 36°41′08″N 5°06′01″E / 36.685496°N 5.1002102°E).

## الاقتصاد

### الصناعة
تتوفر ولاية بجاية على عدة مصانع ومناطق صناعية كالمنطقة الصناعية تحراشت الواقعة باقبو التي تملك مصانع لمواد غذائية وصنع الصلب ومواد البناء.
كما للولاية عدة شركات للمياه المعدنية كـ إفـري ولالـة خديجة.

### الزراعة
تعتبر الزراعة مصدر دخل للعديد من الاشخاص في الولاية، ويتعبر
الزيتون من أهم المزروعات في الولاية.قدرت نسبة إنتاج الولاية لزيت الزيتون أكثر من 30 بالمئة من الإنتاج الجزائري، كما نجد منتجات أخرى كالخضر بكافة انواعها التي تزرع في المزارع.

### السياحة
تعتبر ولاية بجاية من أكثر المناطق استقطابا للسياح في الجزائر لتوفرها على مناظر خلابة جدا، وبعض الأماكن النادرة في العالم، وأشهرها أنفاق الصواعد والنوازل المكونة من الجليد بأوقاس، وكذلك يما غورايا في قلب الولاية، كذلك جبال بلدية شلاطة iceladen المكسوة بالثلوج طوال فضل الشتاء
إلى غاية اواخر فصل الربيع.فيمكن للسائح ان يستغرق مدة اقصاها 30 دقيقة بين البحر والجبال، في غياب إحصائيات دقيقة عن مكان إقامة السائحين فإن معظم السائحين الذين يزورون بجاية هم من الجزائريين أو ذوي الاصول الجزائرية أو الأجانب الذين يرافقونهم.كما توجد بمنطقة أيت إدريس التابعة لبلدية تاسكريوت شلالات كفريدة البالغ ارتفاعها 48.20 م وكذا طريق المضائق المتواجد على الطريق الوطني رقم 09 الرابط بين خراطة وبرج ميرة الذي يوجد به مقام شهداء احداث 08 مايو 1945 ويسمى مقام حينوز

### النقل
- نقل بري: محطة نقل المسافرين
- نقل بحري: يوجد ميناء بحري بالولاية
- نقل جوي: هناك مطار دولي ببجاية

## نواب ولاية بجاية في المجلس الشعبي الوطني
يبلغ عدد النواب في المجلس الشعبي الوطني عن ولاية بجاية 12 نائبا خلال الدورة التشريعية 2017م-2022م التي انطلقت بعد 4 ماي 2017م.
التوزع الجنسي لنواب البرلمان عن ولاية بجاية (2017م-2022م)
يتوزع نواب البرلمان عن ولاية بجاية في الدورة التشريعية 2017م-2022م وفق الجنس حسب النسب التالية:
1. النواب النساء: 4 (33.33 %).
2. النواب الرجال: 8 (66.67 %).

### التوزيع الحزبي
الانتماء الحزبي لنواب البرلمان عن ولاية بجاية (2017م-2022م)
يتوزع نواب البرلمان عن ولاية بجاية في الدورة التشريعية 2017م-2022م حسب عدة قوائم حزبية:
1. جبهة القوى الاشتراكية: 4 نواب (33.33 %).
2. التجمع من أجل الثقافة والديمقراطية: 2 نواب (16.66 %).
3. جبهة التحرير الوطني: 2 نواب (16.66 %)
4. التجمع الوطني الديمقراطي: 1 نائب (8.33 %).
5. جبهة المستقبل: 1 نائب (8.33 %).
6. التجمع الوطني الجمهوري: 1 نائب (8.33 %).
7. الأحرار: 1 نائب (8.33 %).

### القائمة الاسمية للنواب خلال العهدة التشريعية 2017م-2022م
1. نادية أوصالح (جبهة القوى الاشتراكية).[37]
2. نورة واعلي (التجمع من أجل الثقافة والديمقراطية).[38]
3. زينة إخلف (التجمع الوطني الجمهوري).
4. سعيدة عزوق (جبهة التحرير الوطني).[39]
5. شافع بوعيش (جبهة القوى الاشتراكية).[37]
6. عثمان معزوز (التجمع من أجل الثقافة والديمقراطية).[38]
7. كمال بوشوشة (التجمع الوطني الديمقراطي).[40]
8. عبد الرحمان دريس (جبهة التحرير الوطني).[39]
9. رشيد شباطي (جبهة القوى الاشتراكية).[37]
10. خالد تزرارت (جبهة المستقبل).
11. نصير عبدون (جبهة القوى الاشتراكية).[37]
12. براهم بن ناجي (الأحرار).

## الشخصيات
- إبراهيم بن فايد
- علي المنجلاتي
- أحمد الغبريني
- أحمد بن إدريس الإيلولي
- عبد الرحمن الوغليسي
- محمد المليكشي
- محمد الوغليسي
- منصور المشدالي
- عبد الرحمن الثعالبي
- منصور المنقلاتي
- الشيخ الحداد
- أحمد أزقاغ
- إسماعيل ميرة
- أعمر مقران
- أقراو بوجمعة
- امال خمطاش
- أمينة رضواني
- أو لحلو
- بشير بومعزة
- تسعديت عيسو
- تسعديت ياسين
- جمال علام
- جميلة الصحراوي
- جون عمروش
- حفيظ ملوم
- حميد بجاوي
- حميد تيبوشي
- خالد مخلوفي
- رابح زيراري
- ربيحة خبطاني
- رشيد باريس
- رشيد ناطوري
- رفيق بولعنصر
- رمطان لعمامرة
- زهرة بن سالم
- زيري حمار
- سارة أكرون
- سعيد مقبل
- سليمة حموش
- سعد تجار
- سعيد حميمي
- سعيدة إيشالامان
- سيدي بوسحاقي
- سليم حنيفي
- سيليا بوريحان
- سيليا ماقنانا
- شانيز عيادي
- شريف الهاشمي
- صادق بويحي
- صالح دراجي
- صفية بوخيمة
- طاووس عمروش
- عايشة مزمات
- عبد الحفيظ إحدادن
- عبد الحق جوادي
- عبد الحميد كرمالي
- عبد الرحمان بوقرموح
- عبد الرحمن فارس
- عبد الرحمان ميرة
- عبد الرحمان نقلي
- عبد الله مهدي
- عبد المالك بوقرموح
- عبد المالك صياد
- عبد الوهاب فرقان
- عثمان معزوز
- العربي حموش
- عز الدين مدور
- عزيز بلول
- علي براقشي
- علي كيشو
- عمور عبد النور
- فاتح بويحمد
- فارس بابوري
- فاطمة آيت منصور عمروش
- فاطمة الزهراء جواد
- كريم زياني
- كنزة فرح
- كهينة عربوش
- كهينة مسعودان
- لحسن زياني
- لحنا خسراني
- لويزة بايو
- ليديا اولمو
- مالك واري
- مبروك بلحسين
- مجيد بوتمر
- محمد صايل
- محمد هارون
- محاند السعيد حنوز
- محند شريف ساحلي
- محند أمقران ماعوش
- محند اليزيد شيبوط
- مصطفى دحلب
- مولود عاونيت
- مولود قاسم نايت بلقاسم
- موني عبد الرحيم
- ناريمان مدني
- ناصر كتان
- ندير هلال
- نديرة ايت اومغار
- نسيم أوصالح
- نسيم بوكماشة
- نسيم دحوش
- نهاد هيهات
- نوال منصوري
- وسام دالي
- وسيلة تمزالي
- ياسمين عبد الرحيم
- ياسين أمعوش
- ياسين جبارات
- ياسين عكوش
- يمينة
- يوسف أبجاوي

### مواضيع ذات صلة
- ولايات الجزائر
- تاريخ ولاية الجزائر
- متيجة
- منطقة القبائل
- جغرافيا الجزائر
- سكان الجزائر
- تاريخ الجزائر
- الإسلام في الجزائر
- مناخ الجزائر
- المواصلات في الجزائر
- السياحة في الجزائر
- الزراعة في الجزائر
- اقتصاد الجزائر
- الحياة البرية في الجزائر
- الجزائر في العهد العثماني
- بيئة الجزائر
- مطبخ جزائري
- المجاري المائية في الجزائر

### وصلات خارجية
- مديرية السياحة لولاية بجاية
- البث الحي للإذاعة بجاية
- جامعة بجاية
- مديرية الصحة لولاية بجاية
- مديرية التجارة لولاية بجاية
- خبار بلادي.. الجزائر.. بجاية
- ولاية بجاية

لا توجد روابط لمواقع التواصل الاجتماعي.